# 墨尔本
墨尔本（缩写作 ）是位于澳大利亚东岸南端的一个城市 ，是維多利亞州的首府，其都市圈规模为澳洲第二大（仅次于悉尼）。墨尔本坐落菲利普港灣东北两面的沿岸平原，是澳大利亚最重要的港口城市和制造业中心。墨尔本的城市座右銘是“隨行聚力”。
“墨尔本”一词可有两个含义，最常见的是指墨尔本城区（Melbourne City），由大分水岭余脉西南的31個地方政府區域（LGA）組成，延伸腹地包括整个菲利普港湾地区，面積達到2,453平方公里(947 平方英里)；另一个定义是专指以墨尔本中央商业区、滨海港区、赛马场、动物园、博物馆和皇家植物园之间的数个社区为主的墨尔本市（City of Melbourne）地方政府区域，位處菲利普港灣北端的雅拉河河口以东，是整個墨尔本大都會區的商业、医疗、高等教育和体育运动中心，經1993年的行政改制後，現時中央商業區人口約20,000。整个大都會區截止至2024年6月共有535萬人，超过全州人口的四分之三，市民大多数居住在中央商業區周邊30（19英里）范围内，而且居住在城东面的人口远远多于城西的人口。
墨尔本在1901年至1927年之间曾担任澳大利亚联邦的首都，同時亦是全國的文化、商業、教育、娛樂、餐饮、體育及旅遊中心，被譽為「澳洲的文化首都」。墨尔本也是澳洲多元文化的中心，拥有着为数众多的海外移民，在服飾、藝術、音樂、電視製作、電影及舞蹈等潮流文化領域引領澳洲，甚至于全球該領域範圍都具備一定的影響力。墨尔本是澳式橄榄球的发源地，是澳洲网球公开赛和澳大利亚大奖赛等重大国际赛事的举办地，曾经举办过1956年夏季奧運會和2006年英联邦运动会，是南半球首個舉行奧運會的城市，同时也是墨尔本杯赛马节以及澳大利亚橄榄球联盟、澳大利亚职业足球联赛和澳大利亚冰球联盟等国内联赛总决赛的举办城市。
2008年，墨尔本獲得英格蘭羅浮堡大學的全球化與世界級城市研究小組與網絡評為“第一YO級世界都市”。从2002年至今，墨尔本一直佔據由《經濟學人》選出的世界最佳宜居城市的三甲位置，2011年到2017年连续七年位列第一。

## 歷史
墨尔本原稱（据说是当地原住民语言Birrarung一词的音译，意思是“薄雾之河”），在歐洲人殖民范迪門斯地47年後（即1835年）設立，1837年更名為墨尔本以紀念英國首相第二代墨爾本子爵威廉·蘭姆。本城最早的原住民居住於現在的雅拉河畔以及菲利普島，在此地定居的历史超過40,000年。英國政府於1803年制定殖民地法案，並在沙利文灣規劃菲利普港區，但是這一規劃在制定后即被放棄數月。
1835年5月至6月間，約翰·彼特曼在位於現在的墨城市中心以及北區籌組「菲利普港口協會」，並與當地原住民部落領袖 wurundjeri 酋长商討且達成了一項600,000畝的土地的永久交易計劃。隨後John Batman當即選擇了位於雅拉河北岸的一片廣大土地，表示將建設成一個大型的村落，隨後其與大部分菲利普港協會成員返回位於塔斯馬尼亞島的根據地。於此同時，另外一個由约翰·贝霖領導的協會抵達同一地點並建立新的居住地。至此兩個不同的協會開始為這片土地的所有權產生不愉快。1835年8月30日，兩個協會達成一個共同分享的和平協議，而此前由菲利普港口協會與原住民所達成的交易被取消，且由新南威爾斯州政府給予菲利普港口協會適當的補償。至此，定居者可以任意地選擇該區域的任何位置定居，政府亦開始勉強地接受來自英國的新定居者，並准許在此建立新的城市。
墨尔本於1835年正式建城。1840年全城人口有1萬人，最早的城市移民來自英國的自由民。墨尔本於1847年獲維多利亞女皇授予城市地位，其後成為剛設立的維多利亞州首府。1850年，殖民者在墨尔本周邊發現金礦，使其快速發展，來自世界各地的大批人口紛紛移民至，其中包括英國、愛爾蘭、德國、意大利、荷蘭及中國等，墨尔本遂得名新金山；另外的一座在此前發現金礦的美國城市金山則被改稱為舊山。至1854年，墨尔本的人口達到123,000人，超過舊金山的淘金人數。1850年代，英國設立維多利亞殖民區期間，擇定墨尔本為殖民區的府城。
1901年，澳大利亞聯邦成立時，墨尔本已是全國的金融與文化中心，澳大利亚联邦议会的驻地也在墨尔本国会大厦，然而當時新南威爾斯州的首府悉尼人口已超越墨尔本，工商業的發展亦高於墨尔本，雙城皆力爭聯邦首都的地位，使定都的問題陷入僵局。為了平衡雙城之爭，1900年通過的澳洲憲法規定首都應設於悉尼所在的新南威爾斯境内但必須距離悉尼至少200英里。最後澳洲在1908年決議將首都設在相當於雙城之間的坎培拉。惟遲至1927年，澳洲國會才真正從墨尔本遷往坎培拉。

## 地理

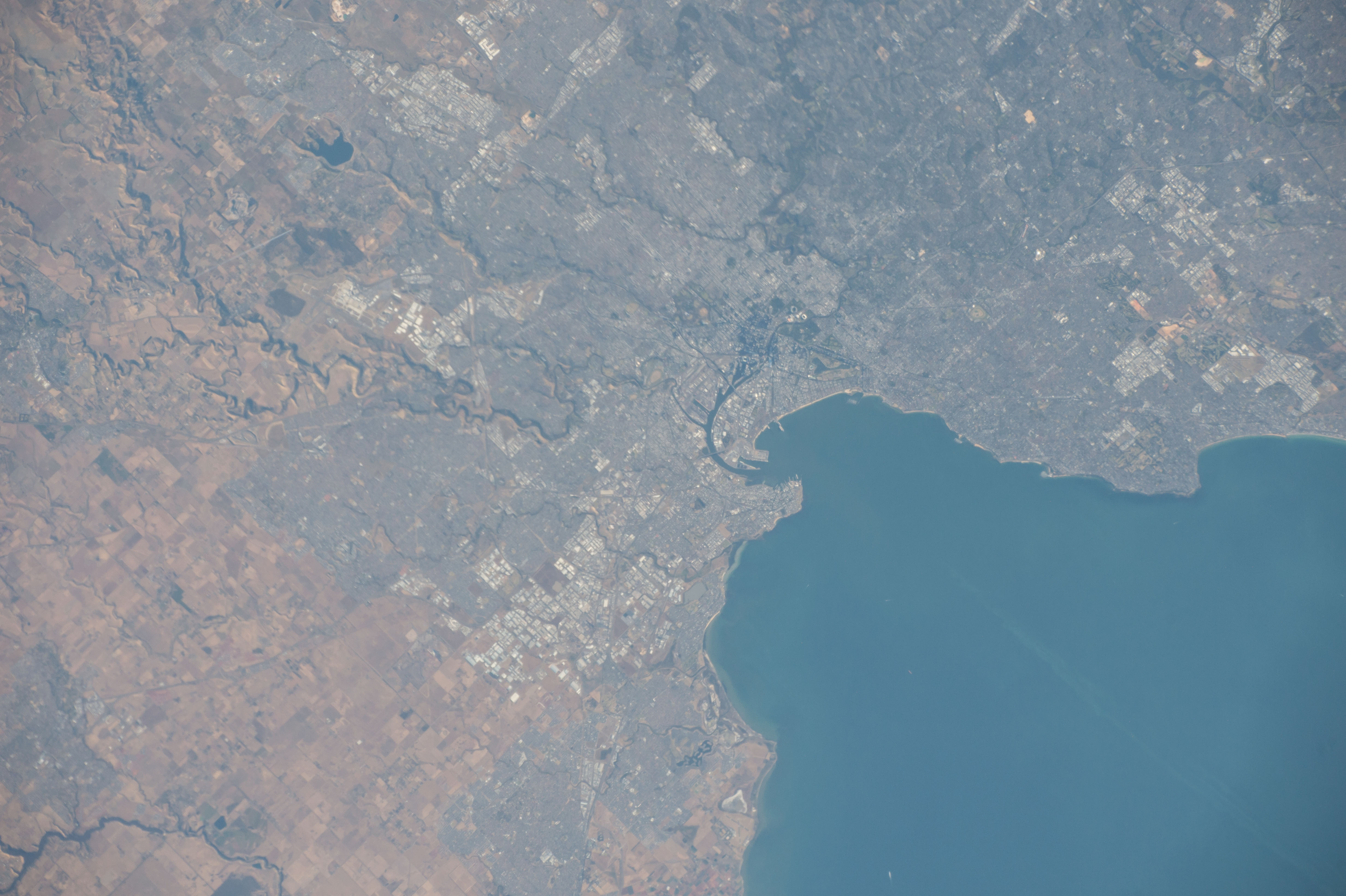
墨尔本都会区的卫星影像

墨尔本坐落于大分水岭余脉——雅拉山脉（Yarra Ranges）西南，其主城区主要位于雅拉河的下游北岸，距离河口东北约5（3.1英里）。墨尔本南面是最宽可达25（16英里）但出口水道却宽不足3（1.9英里）的封闭海湾——菲利普港湾，整个都市区主要沿着海湾的东岸向腹地扩展开。因为东面依山傍水的地形和水文更有利于土地开发，加上菲利普港湾的东部水深更利于航运，因此墨尔本城东的人口和密度都远超城西和城北地区，东北区、东区和东南区的经济发展和基础设施都较有优势，相比之下西区、西北区和北区只在近些年因为城东房地产有所饱和才开始加速发展。
从地质上来说，墨尔本所在的地区位于西面第四纪熔岩、东面志留纪泥岩和东南面菲利普港湾沿岸的全新世砂石的三方交汇处。居住人口最多的东南郊区地处穿过玛莎山（Mount Martha）和克兰本（Cranbourne）的塞尔文断层（Selwyn fault）之上，而东南远郊则位于吉普斯兰平原疏林草原的西端。墨尔本人口较少的西区则位处维多利亚火山平原，北面诸区则因为大分水岭余脉的地形而坡度相对较大。
墨尔本在菲利普港湾沿岸（特别是东岸）有许多可供娱乐的海滩，其中比较著名的海滩区包括墨尔本港、阿尔伯特公园、圣基尔达、埃尔伍德、布莱顿、夏丁汉、门通、弗兰克斯顿、阿尔托纳、威廉斯顿和威勒比南。因为菲利普港湾较为封闭且较浅，只在莫宁顿半岛南端面对巴斯海峡的一侧有适合冲浪的海滩，冲浪者必须要驱车来到距离墨尔本市中心南面85（53英里）的拉伊、索伦托和波特西等地。

### 水文
墨尔本虽然年度降雨量只有悉尼的一半左右，但因为都会区普遍地势较为平坦，加上为了雨季防洪和生态保护积极实施海绵城市（在当地称为“水敏感城市设计”）的治水理念，因此市内的河流、湖泊、水库、调整池和湿地数量反而较多。所有水体（包括地下的排水暗渠和管路系统）全由维多利亚州政府麾下的墨尔本水务局（Melbourne Water）统一管理。
总体来说，墨尔本的城市水文根据水资源管理的流域分配主要分为五大水系，每个水系其实还包括了许多并不相连但最终汇入同一水体的独立溪流，从西向东分别是：
- 威勒比河（Werribee River）水系：流域覆盖西区，汇入菲利普港湾西岸，其中还包括了流向相似的石溪（Stony Creek，其实汇入雅拉河口）、科洛罗特溪（Kororoit Creek）、樱桃溪（Cherry Creek）、骷髅溪（Skeleton Creek）和小河（Little River）；
- 马里巴农河（Maribyrnong River）水系：流域覆盖西北区和北区外郊，其实是雅拉河下游的一个右岸支流；
- 雅拉河（Yarra River）水系：流域覆盖北区内郊、东区外郊和整个东北区，汇入菲利普港湾北岸；
- 丹德农溪（Dandenong Creek）水系：准确的说应该叫帕特森河（Patterson River）水系，流域覆盖东南区、东区内郊和城南沿岸，汇入菲利普港湾东岸，包括其姊妹河奧蒙梅林溪（Eumemmerring Creek，与丹德农溪汇合后形成半渠化的帕特森河）、岔流莫迪亚勒克溪（Mordialloc Creek）以及并不相连的卡纳努克溪（Kananook Creek）和埃尔斯特溪（Elster Creek）；
- 西港湾（Western Port）水系：流域覆盖东南远郊和西吉普斯兰地区，包括汇入西港湾的沿岸各河流和溪流，为了管理方便也包括了莫宁顿半岛分水岭另一侧一些汇入的菲利普港湾的溪流；

墨尔本水务局为了保障饮用水和灌溉用水的供应，在墨尔本周边还建立了一系列大型水库：
- 卡迪尼亚水库（Cardinia Reservoir），容积287 × 106立方（6.3×1010英制加侖；7.6×1010美制加侖）
- 德维尔本德水库（Devilbend Reservoir），容积14.6 × 106立方（3.2×109英制加侖；3.9×109美制加侖），2006年停用改为自然保护区
- 格林维尔水库（Greenvale Reservoir），容积27 × 106立方（5.9×109英制加侖；7.1×109美制加侖）
- 马龙达水库（Maroondah Reservoir），容积22 × 106立方（4.8×109英制加侖；5.8×109美制加侖）
- 奥莎纳西水库（O'Shannassy Reservoir），容积3 × 106立方（660,000,000英制加侖；790,000,000美制加侖）
- 西尔万水库（Silvan Reservoir），容积40 × 106立方（8.8×109英制加侖；1.1×1010美制加侖）
- 舒格洛夫水库（Sugarloaf Reservoir），容积96 × 106立方（2.1×1010英制加侖；2.5×1010美制加侖）
- 塔拉戈水库（Tarago Reservoir），容积37.58 × 106立方（8.27×109英制加侖；9.93×109美制加侖）
- 汤姆森水库（Thomson Reservoir），1,068 × 106立方（2.35×1011英制加侖；2.82×1011美制加侖）
- 雅拉上游水库（Upper Yarra Reservoir），容积200 × 106立方（4.4×1010英制加侖；5.3×1010美制加侖）
- 严茵水库（Yan Yean Reservoir），容积30 × 106立方（6.6×109英制加侖；7.9×109美制加侖）

因为维多利亚州的水资源使用受1989年颁布的《水法》限制，水库及其上游水系周边与地表径流和地下水反补相关的生态区都属于保护区，禁止私人土地开发，但会允许持证的休闲捕鱼和非机动船的水上运动。墨尔本水务局也会定期进行水质采样并派人对河岸带植被（比如芦苇）和水生物种的生长情况进行评估和介入，同时会配合维多利亚州环保局（EPA Victoria）对水污染进行调查和处理。这种对水资源和相关生态的保护政策使得墨尔本有着澳洲全国乃至整个大洋洲最佳的自来水质量，在国际上则名列前茅。

### 气候

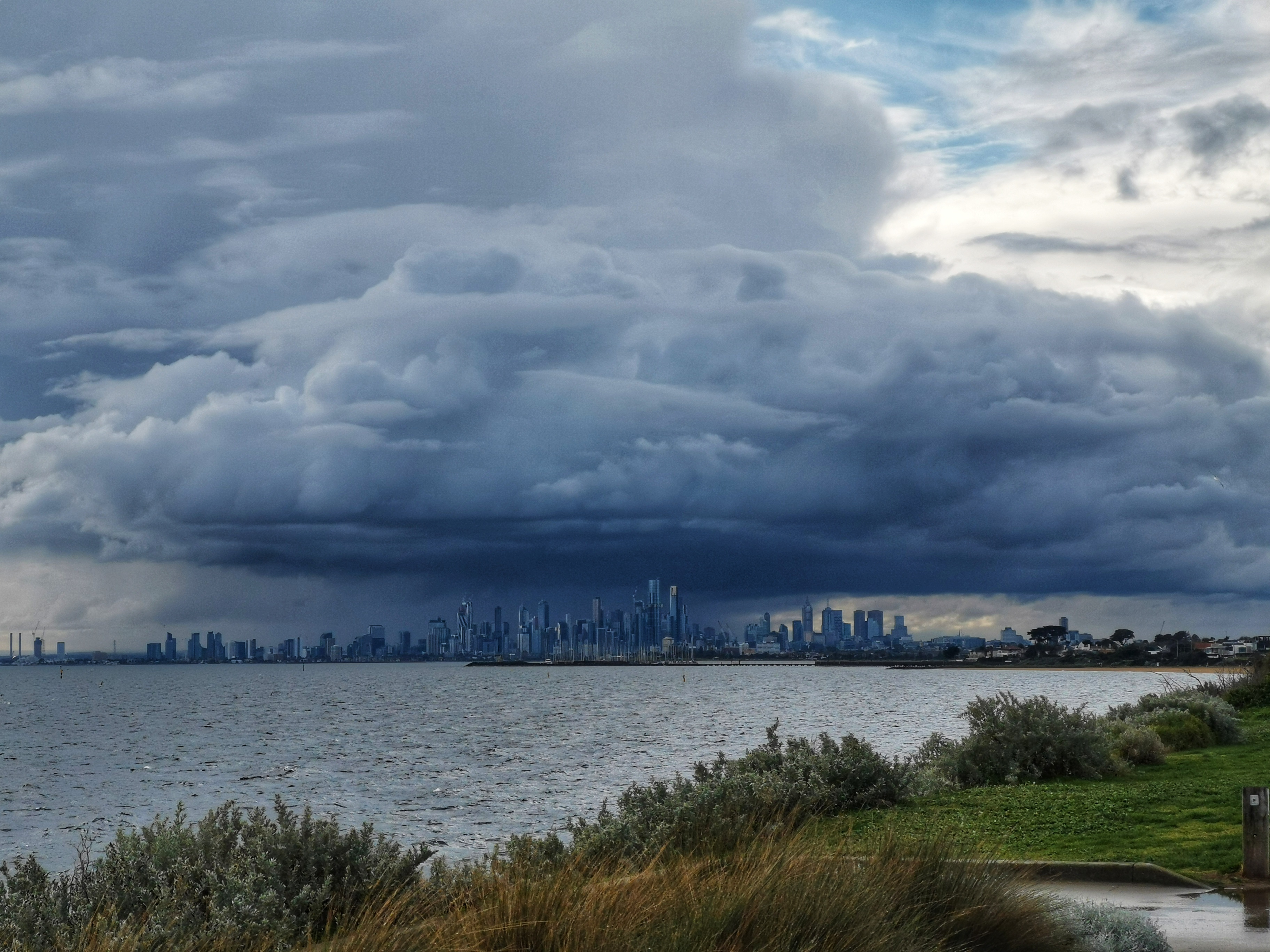
墨尔本市中心上方聚集的积雨云——墨尔本气候“天有四季”的一种展现

墨尔本地处大分水岭余脉的外侧，西南面有水深较浅但面积较广的菲利普港湾，南面的莫宁顿半岛和贝拉林半岛将大部分来自于南大洋的冷空气屏蔽，都市区的大部分地区常年受东南面塔斯曼海的南太平洋暖流影响，處於副熱帶的地中海气候和海洋性气候交叉地帶，全年气温变化较为和缓，降水量呈現地中海氣候特點，夏季乾燥冬季濕潤。但由于同时受到西面从大澳洲湾吹过西部火山平原和南面来自巴斯海峡的部分印度洋和南大洋西风带残余寒流的影响，冷空气被布里斯班山脉和奥特威山脉局限只能从吉朗附近通过以西南风的形式吹过水温较暖的菲利普港湾产生大湖效应，加上整个北面和东面被西北的维多利亚中部高地（大分水岭余脉）、东北的雅拉山脉（维多利亚阿尔卑斯山脉余脉）和东面的丹德农山脉（雅拉山脉支脉）半环抱利于地形降水，如同其他地中海氣候城市一般，墨爾本的早晚温差大（超过10°C）、晴阴突变的天气状况也比较常见，有“一天有四季”的俗称。城區內全年無霜降，冬季（雨季）温暖而短暫，降雨頻繁，略微潮湿，降雪極為罕見（墨尔本地区上一次降雪追溯到1986年7月），全年氣溫極少會低至0攝氏度以下，因此每年無霜期達350天以上；夏季（旱季）漫長而温热，相对干燥，高温天气少见，偶有极端高温（尤其是热浪发生时），市區年平均氣溫16.1度（聖基爾達海灘）;最冷月为7月，平均气温10.9℃；最热月为2月，平均气温21.4℃。极端最低气温−2.8 °C（1869年7月21日），极端最高气温46.4℃（2009年2月7日）。
虽然墨尔本有南面的菲利普港湾与莫宁顿、贝拉林两个半岛、西南面的奥特威山脉和东南面的斯特爵雷茨基山脉屏障来自南方的极地洋流，北面又有大分水岭隔离来自内陆的干旱热浪，气候普遍较为平缓舒适，但由于受气候变暖的影响，近年来其平均温度（尤其是旱季）呈明显上升趋势，极端天气事件发生的频率和程度也显著升高和加深。例如2009年1月末至2月初，热浪突袭澳大利亚，墨尔本是主要的受影响城市之一。该市保持了150年之久的最高温纪录就在此期间被打破 ，超過35攝氏度的高溫天氣更是持續超過兩個星期的時間。加上臭氧層空洞的問題，墨尔本夏季的阳光也容易引起皮肤癌，市民在外出時均會塗上防曬油以減少紫外线的傷害。
| 墨爾本國際機場 (1991–2020 平均溫度記錄, 1970–2022 極端溫度記錄) | 墨爾本國際機場 (1991–2020 平均溫度記錄, 1970–2022 極端溫度記錄) | 墨爾本國際機場 (1991–2020 平均溫度記錄, 1970–2022 極端溫度記錄) | 墨爾本國際機場 (1991–2020 平均溫度記錄, 1970–2022 極端溫度記錄) | 墨爾本國際機場 (1991–2020 平均溫度記錄, 1970–2022 極端溫度記錄) | 墨爾本國際機場 (1991–2020 平均溫度記錄, 1970–2022 極端溫度記錄) | 墨爾本國際機場 (1991–2020 平均溫度記錄, 1970–2022 極端溫度記錄) | 墨爾本國際機場 (1991–2020 平均溫度記錄, 1970–2022 極端溫度記錄) | 墨爾本國際機場 (1991–2020 平均溫度記錄, 1970–2022 極端溫度記錄) | 墨爾本國際機場 (1991–2020 平均溫度記錄, 1970–2022 極端溫度記錄) | 墨爾本國際機場 (1991–2020 平均溫度記錄, 1970–2022 極端溫度記錄) | 墨爾本國際機場 (1991–2020 平均溫度記錄, 1970–2022 極端溫度記錄) | 墨爾本國際機場 (1991–2020 平均溫度記錄, 1970–2022 極端溫度記錄) | 墨爾本國際機場 (1991–2020 平均溫度記錄, 1970–2022 極端溫度記錄) |
| 月份                                                            | 1月                                                             | 2月                                                             | 3月                                                             | 4月                                                             | 5月                                                             | 6月                                                             | 7月                                                             | 8月                                                             | 9月                                                             | 10月                                                            | 11月                                                            | 12月                                                            | 全年                                                            |
| --------------------------------------------------------------- | --------------------------------------------------------------- | --------------------------------------------------------------- | --------------------------------------------------------------- | --------------------------------------------------------------- | --------------------------------------------------------------- | --------------------------------------------------------------- | --------------------------------------------------------------- | --------------------------------------------------------------- | --------------------------------------------------------------- | --------------------------------------------------------------- | --------------------------------------------------------------- | --------------------------------------------------------------- | --------------------------------------------------------------- |
| 历史最高温 °C（°F）                                             | 46.0 (114.8)                                                    | 46.4 (115.5)                                                    | 40.8 (105.4)                                                    | 34.5 (94.1)                                                     | 27.0 (80.6)                                                     | 21.8 (71.2)                                                     | 21.3 (70.3)                                                     | 24.6 (76.3)                                                     | 30.2 (86.4)                                                     | 36.0 (96.8)                                                     | 41.6 (106.9)                                                    | 44.6 (112.3)                                                    | 46.4 (115.5)                                                    |
| 平均最高温 °C（°F）                                             | 40.4 (104.7)                                                    | 38.2 (100.8)                                                    | 34.7 (94.5)                                                     | 28.8 (83.8)                                                     | 22.7 (72.9)                                                     | 18.0 (64.4)                                                     | 17.3 (63.1)                                                     | 19.8 (67.6)                                                     | 24.6 (76.3)                                                     | 30.2 (86.4)                                                     | 34.3 (93.7)                                                     | 37.6 (99.7)                                                     | 41.3 (106.3)                                                    |
| 平均高温 °C（°F）                                               | 27.0 (80.6)                                                     | 26.7 (80.1)                                                     | 24.4 (75.9)                                                     | 20.6 (69.1)                                                     | 16.7 (62.1)                                                     | 14.0 (57.2)                                                     | 13.4 (56.1)                                                     | 14.7 (58.5)                                                     | 17.1 (62.8)                                                     | 20.0 (68.0)                                                     | 22.6 (72.7)                                                     | 24.8 (76.6)                                                     | 20.2 (68.3)                                                     |
| 日均气温 °C（°F）                                               | 20.6 (69.1)                                                     | 20.6 (69.1)                                                     | 18.6 (65.5)                                                     | 15.4 (59.7)                                                     | 12.5 (54.5)                                                     | 10.2 (50.4)                                                     | 9.6 (49.3)                                                      | 10.4 (50.7)                                                     | 12.1 (53.8)                                                     | 14.3 (57.7)                                                     | 16.6 (61.9)                                                     | 18.5 (65.3)                                                     | 14.9 (58.8)                                                     |
| 平均低温 °C（°F）                                               | 14.2 (57.6)                                                     | 14.4 (57.9)                                                     | 12.8 (55.0)                                                     | 10.1 (50.2)                                                     | 8.3 (46.9)                                                      | 6.4 (43.5)                                                      | 5.8 (42.4)                                                      | 6.0 (42.8)                                                      | 7.2 (45.0)                                                      | 8.7 (47.7)                                                      | 10.6 (51.1)                                                     | 12.3 (54.1)                                                     | 9.7 (49.5)                                                      |
| 平均最低温 °C（°F）                                             | 8.5 (47.3)                                                      | 8.7 (47.7)                                                      | 7.1 (44.8)                                                      | 4.4 (39.9)                                                      | 3.0 (37.4)                                                      | 1.3 (34.3)                                                      | 0.9 (33.6)                                                      | 1.1 (34.0)                                                      | 1.8 (35.2)                                                      | 3.1 (37.6)                                                      | 4.9 (40.8)                                                      | 6.6 (43.9)                                                      | 0.2 (32.4)                                                      |
| 历史最低温 °C（°F）                                             | 6.0 (42.8)                                                      | 4.8 (40.6)                                                      | 3.7 (38.7)                                                      | 1.2 (34.2)                                                      | 0.6 (33.1)                                                      | −0.9 (30.4)                                                     | −2.5 (27.5)                                                     | −2.5 (27.5)                                                     | −1.1 (30.0)                                                     | 1.0 (33.8)                                                      | 0.9 (33.6)                                                      | 3.5 (38.3)                                                      | −2.5 (27.5)                                                     |
| 平均降水量 mm（）                                               | 39.3 (1.55)                                                     | 41.4 (1.63)                                                     | 37.5 (1.48)                                                     | 42.1 (1.66)                                                     | 34.3 (1.35)                                                     | 41.5 (1.63)                                                     | 32.8 (1.29)                                                     | 39.3 (1.55)                                                     | 46.1 (1.81)                                                     | 48.5 (1.91)                                                     | 60.1 (2.37)                                                     | 52.5 (2.07)                                                     | 515.5 (20.30)                                                   |
| 平均降水天数（≥ 0.2 mm）                                        | 8.3                                                             | 7.5                                                             | 8.4                                                             | 9.9                                                             | 12.0                                                            | 13.0                                                            | 14.0                                                            | 14.8                                                            | 13.9                                                            | 12.5                                                            | 10.8                                                            | 9.9                                                             | 135.0                                                           |
| 平均午後相對濕度（％）                                          | 44                                                              | 45                                                              | 46                                                              | 50                                                              | 59                                                              | 65                                                              | 63                                                              | 57                                                              | 53                                                              | 49                                                              | 47                                                              | 45                                                              | 52                                                              |
| 月均日照時數                                                    | 272.8                                                           | 231.7                                                           | 226.3                                                           | 183.0                                                           | 142.6                                                           | 120.0                                                           | 136.4                                                           | 167.4                                                           | 186.0                                                           | 226.3                                                           | 225.0                                                           | 263.5                                                           | 2,381                                                           |
| 可照百分比                                                      | 61                                                              | 61                                                              | 59                                                              | 56                                                              | 46                                                              | 43                                                              | 45                                                              | 51                                                              | 52                                                              | 56                                                              | 53                                                              | 58                                                              | 53                                                              |
| 来源：                                                          |                                                                 |                                                                 |                                                                 |                                                                 |                                                                 |                                                                 |                                                                 |                                                                 |                                                                 |                                                                 |                                                                 |                                                                 |                                                                 |

| 1月                 | 2月                 | 3月                 | 4月                 | 5月                 | 6月                 | 7月                 | 8月                 | 9月                 | 10月                | 11月                | 12月                | 年均溫度            |
| ------------------- | ------------------- | ------------------- | ------------------- | ------------------- | ------------------- | ------------------- | ------------------- | ------------------- | ------------------- | ------------------- | ------------------- | ------------------- |
| 21.1 °C （70.0 °F） | 21.4 °C （70.5 °F） | 20.2 °C （68.4 °F） | 17.9 °C （64.2 °F） | 15.1 °C （59.2 °F） | 12.7 °C （54.9 °F） | 11.1 °C （52.0 °F） | 10.9 °C （51.6 °F） | 12.3 °C （54.1 °F） | 14.5 °C （58.1 °F） | 17.1 °C （62.8 °F） | 19.2 °C （66.6 °F） | 16.1 °C （61.0 °F） |

## 行政區劃

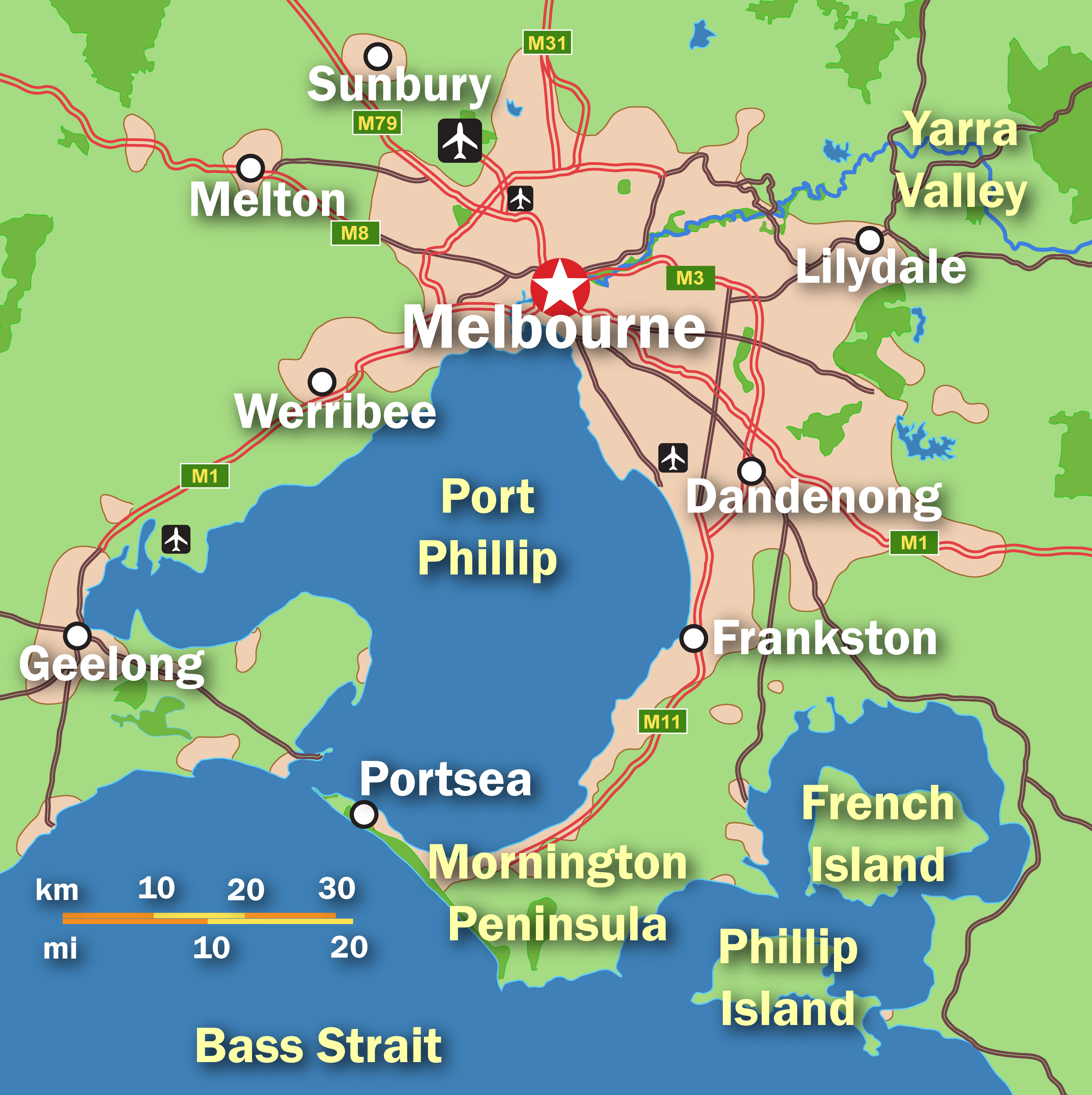
墨尔本市简略地圖（2008年）

自1989年行政區域改制后，大墨尔本地區原本的30個區被重新規劃爲31個地方政府区域。大墨尔本地區的範圍包括墨尔本中央商務區周邊的地區以及改制之前墨尔本的區，而這31個地方政府区域亦包括了三個之前属于乡村的“郡”。近二十年來，墨尔本市城市化發展迅速，為澳洲人口增長最快的城市；這亦直接導致了大墨尔本地區的不斷快速外擴蔓延，因此吸收了周边一些原来并不属于墨尔本的地区。
因為不斷增長的人口以及城區的擴大，隨之而來的帶動了交通以及服務行業的交叉外擴，許多新區域的形成在行政方面亦擴大了當地市議會、警察局、學校等服務部門的影響力。近數十年來隨著墨尔本的工業區轉型，之前的大部份重工業工廠以及污染行業全部遷移至亞洲地區；一些之前的工業區亦變成以住宅為主的區域。而隨著人口增長以及交通的快速發展亦會帶來許多相應的新型住宅區。
下列是墨尔本地區的31個地方政府区域，包括27个市和4个郡：

| - 墨爾本市（City of Melbourne） - 邦杜拉市（City of Boroondara） - 德爾賓市（City of Darebin） - 大丹德农市（City of Greater Dandenong） - 金士頓市（City of Kingston） - 馬瑞比儂市（City of Maribyrnong） - 梅里贝克市（City of Merri-bek） - 菲利普港市（City of Port Phillip） - 惠特尔西市（City of Whittlesea） - 卡迪尼亞郡（Shire of Cardinia） - 雅拉山脉郡（Shire of Yarra Ranges） | - 班尤爾市（City of Banyule） - 布林姆班克市（City of Brimbank） - 弗蘭克斯頓市（City of Frankston） - 霍布森灣市（City of Hobsons Bay） - 諾克斯市（City of Knox） - 馬龍達市（City of Maroondah） - 莫納什市（City of Monash） - 斯多宁顿市（City of Stonnington） - 云登市（City of Wyndham） - 莫寧頓半島郡（Shire of Mornington Peninsula） | - 灣畔市（City of Bayside） - 凱西市（City of Casey） - 埃拉谷市（City of Glen Eira） - 休姆市（City of Hume） - 曼寧漢姆市（City of Manningham） - 米爾頓市（City of Melton） - 曼莉谷市（City of Moonee Valley） - 白馬市（City of Whitehorse） - 雅拉市（City of Yarra） - 尼拉比克郡（Shire of Nillumbik） |  |

## 經濟

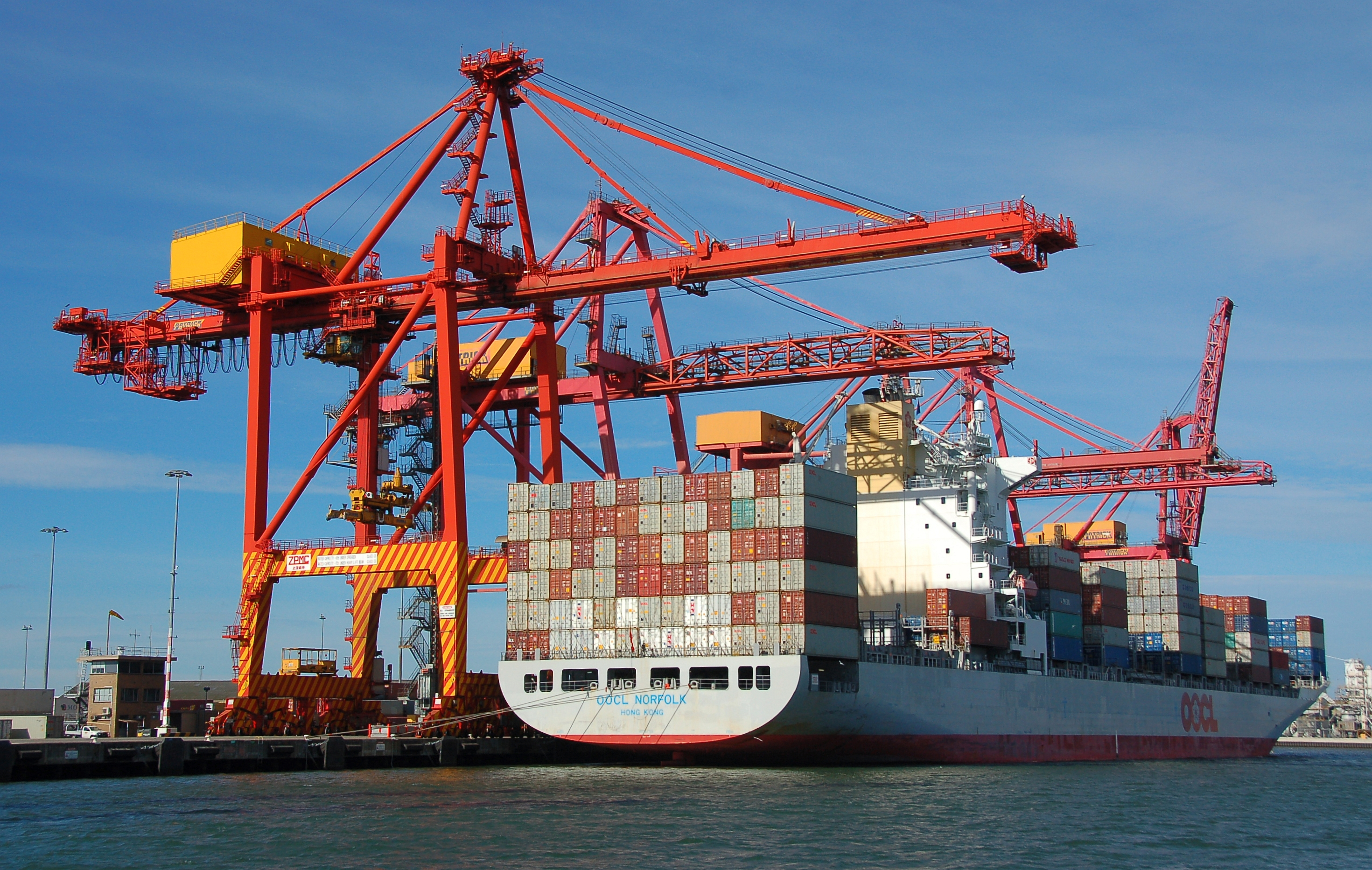
墨尔本港是澳大利亚最大的集装箱货运港口

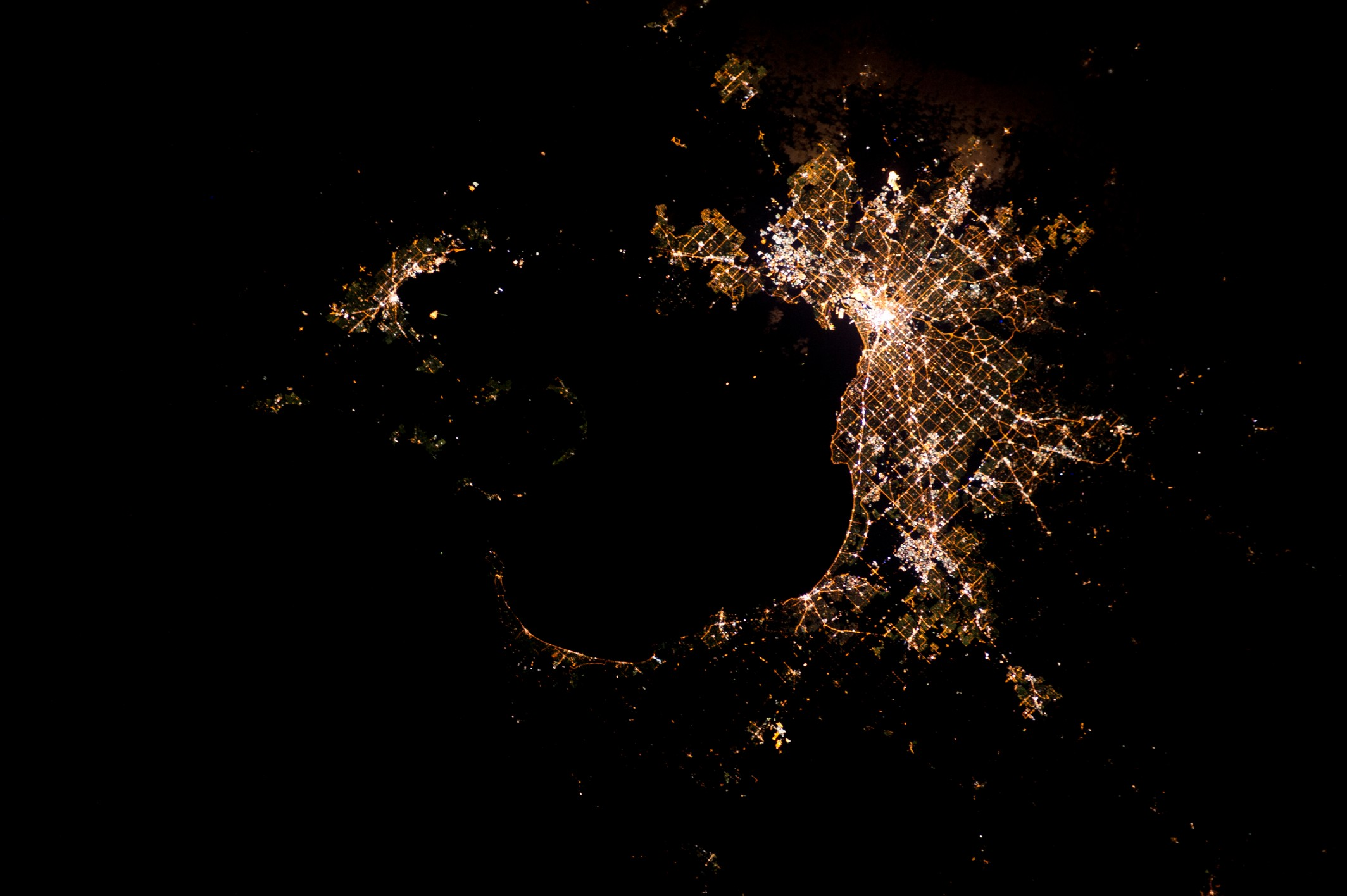
国际太空站上看到的墨尔本夜景

墨尔本是全澳乃至亞太地區的經濟和商業中心城市之一，有着高度多样化的经济，其中强项包括金融、制造、科研、信息技术、教育、物流、交通和旅游。澳大利亚营业额最高的十大集团中有五个总部在墨尔本中央商业区，市值最高的七大集团也有五个总部在墨尔本，其中包括澳洲四大銀行當中的澳紐銀行和澳洲國民銀行、全球礦業巨頭力拓集團和必和必拓、生物技术公司CSL、Medibank私人保險、電信行業巨頭Telstra、零售業巨頭Coles超級市場和西农集团旗下的Bunnings、Target、Kmart和Officeworks等公司、百货行业巨头邁爾、電子零售業巨頭JB Hi-Fi、澳大利亚邮政以及已不存在的汽车业巨头霍顿和安捷航空等。多家跨国公司的澳洲乃至南半球总部也设立于墨尔本，包括賓士、BMW、東芝、惠普、松下、西門子、博士、佳能、尼康、摩托羅拉、馬自達汽車、豐田汽車、本田汽車、日產汽車、福特汽車、三菱汽車、三菱重工、7-Eleven、安聯、野村證券、德勤會計師事務所、畢馬威會計師事務所、ING集團、摩根大通、KFC等。此外许多代表团体和智库的总部也在墨尔本，如澳大利亚商业理事会、澳大利亚工会理事会和格拉顿研究所。
墨尔本被2024年全球金融中心指数评为全球第28具有竞争力的金融中心，是澳大利亚退休基金的主要中心，占全国市场份额的40％、产业退休金市场的65％。墨尔本是澳大利亚旅游人数第二大的城市，旅游业是经济的一大支柱，2018年共有1080万国内游客和290万国际游客。墨尔本的服務業也極為發達，是澳洲和南半球的购物中心城市，眾多大型購物中心遍佈大墨尔本地區。《康泰纳仕》杂志在2014年曾评价墨尔本和新西兰的奥克兰是世界上最友好的城市。墨尔本也被认为是对旅客最安全的城市之一，并且有着澳洲最负盛名的餐饮业。墨尔本同时也是许多文化节日的举办地，其中包括墨尔本国际喜剧节（世界三大喜剧节之一）、墨尔本国际园艺花卉展览会、墨尔本国际爵士音乐节和墨尔本皇家展览会。
墨尔本是澳大利亚第二大的工业中心（在2013年被悉尼超过），亦是全球生物科技的中心城市之一和全澳的科技中心，澳洲以及世界各國的大多數生命科學、電子、高科技、能源企業總部或是澳洲（澳紐）總部都位於墨城東南部的莫納什大學周邊地區；該地區附加了多個莫納什大學以及墨尔本大學的大型實驗室，亦被稱為是“澳洲矽谷”。澳大利亚核科技组织（ANSTO）麾下的同步辐射光源试验场也位于墨尔本东南区。墨尔本同时是波音、肯沃斯卡车、依维柯卡车、阿尔斯通和杰克房车等制造业公司的澳洲基地所在处，以及其它石油化工、制药、造纸、食品加工（如吉百利）和服装业公司。墨尔本是通用汽车、福特汽车和丰田汽车在澳洲的设计与研发中心所在地，同时也是任天堂、TCL和海信在澳洲的销售总部所在地。
墨尔本是澳大利亚重要的进出口门户，墨尔本港（Port of Melbourne）是澳洲规模最大、吞吐量第二大（仅次于悉尼的植物学湾港）的集装箱货运海港。墨尔本机场是澳大利亚第二繁忙的国际机场（仅次于悉尼机场）。
2012年4月，墨城的失業率為5.2%，略低於全國平均水準的5.4%。根據《經濟學人》於2012年的統計，墨尔本是世界上生活成本第8昂貴的城市。而墨城的房價自1990年代開始后亦逐年遞增，漲幅度在20年間達到了400%。當地政府亦會保障當地人優先就業，而在墨爾本，時薪平均約25澳元，最低工資為18澳元。

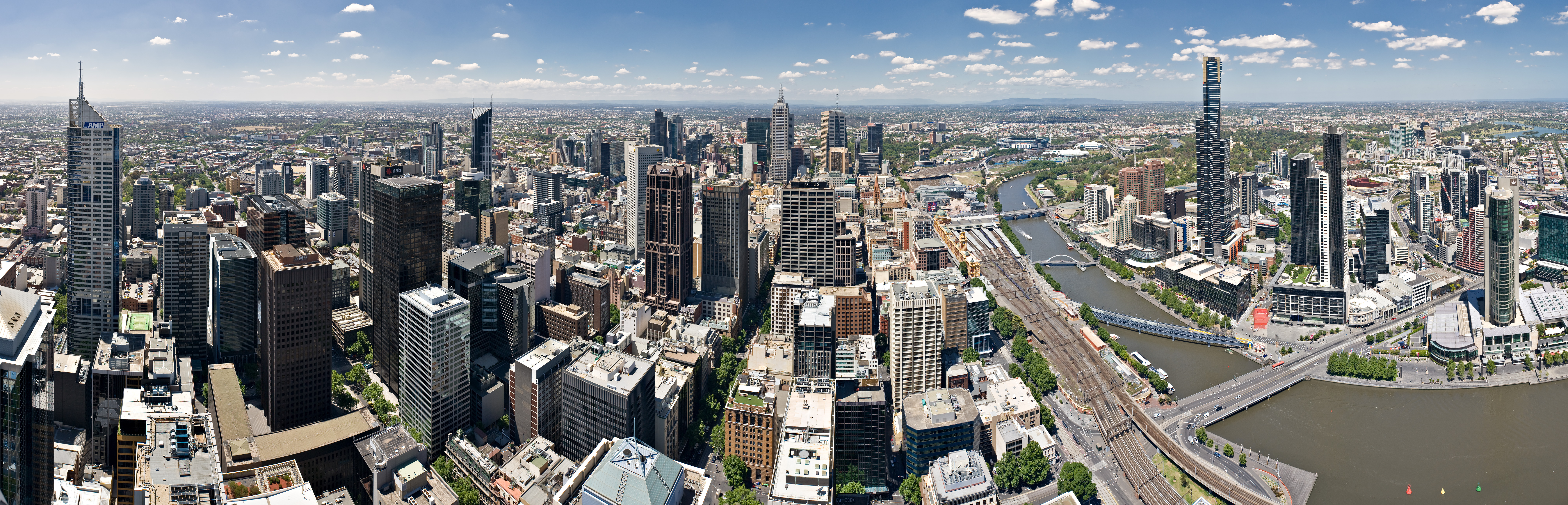
墨尔本CBD是全澳乃至亞太地區的工商業中心之一

## 法律

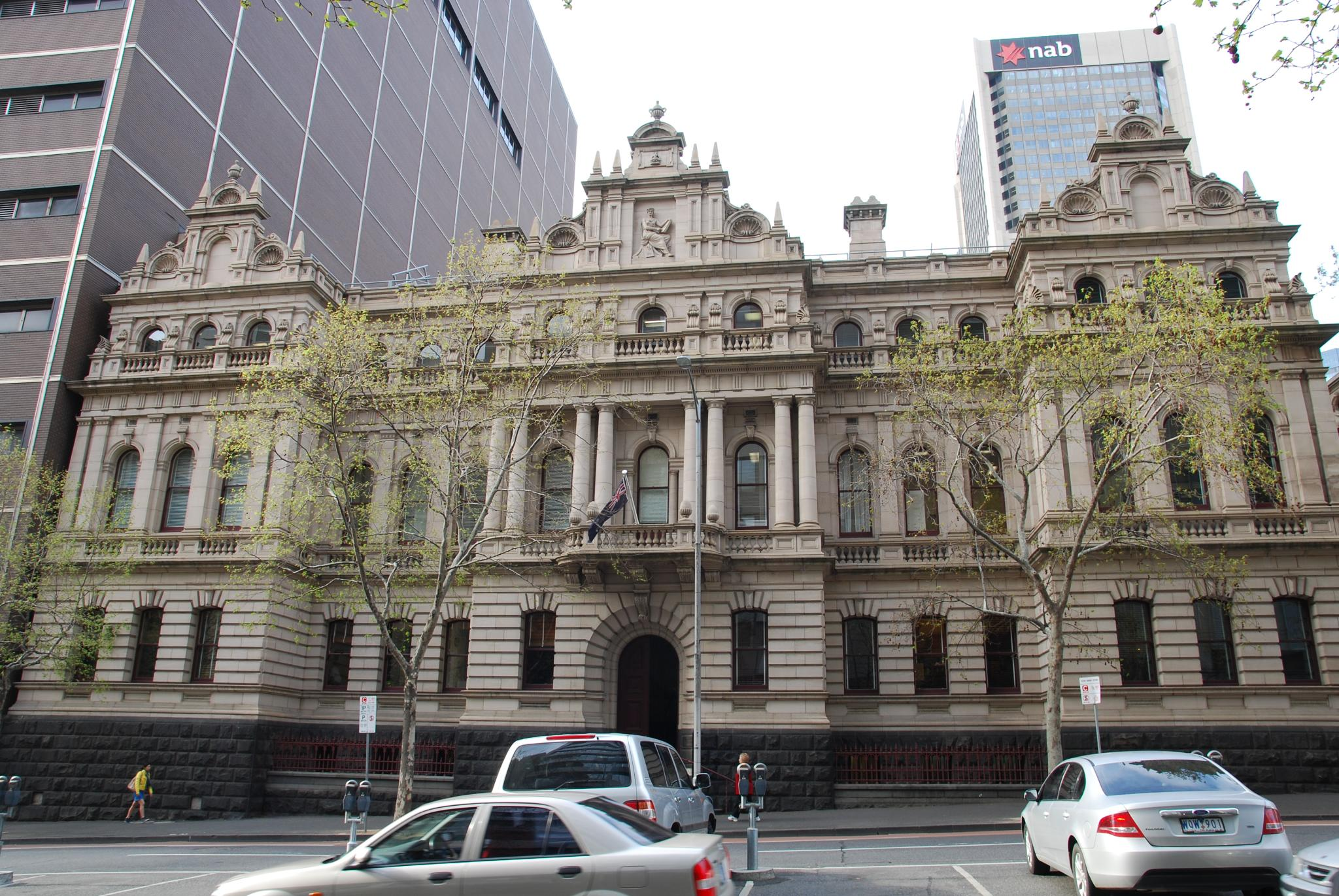
维多利亚州最高法院

墨爾本的法律框架以及行使權利是基於維多利亞州以及澳洲聯邦法律制定形成的。大墨爾本地區均被維多利亞州的各項法律覆蓋，立法機構為維州議會的兩院；而行使法律的機構包括維州高等法院，墨爾本以及各市鎮的地區法院。執法機構則是維多利亞州警察，維州警察的執法範圍不僅包括大墨爾本地區，而且涵蓋全州的陸地，海域及空域範圍。另外維州的檢控部門亦為維州警察的一部分。此外在機場，港口等含有海關的入境地點，以及任何涉及到聯邦事務的執法事項上，澳洲聯邦警察則具有執法權利。

## 文化

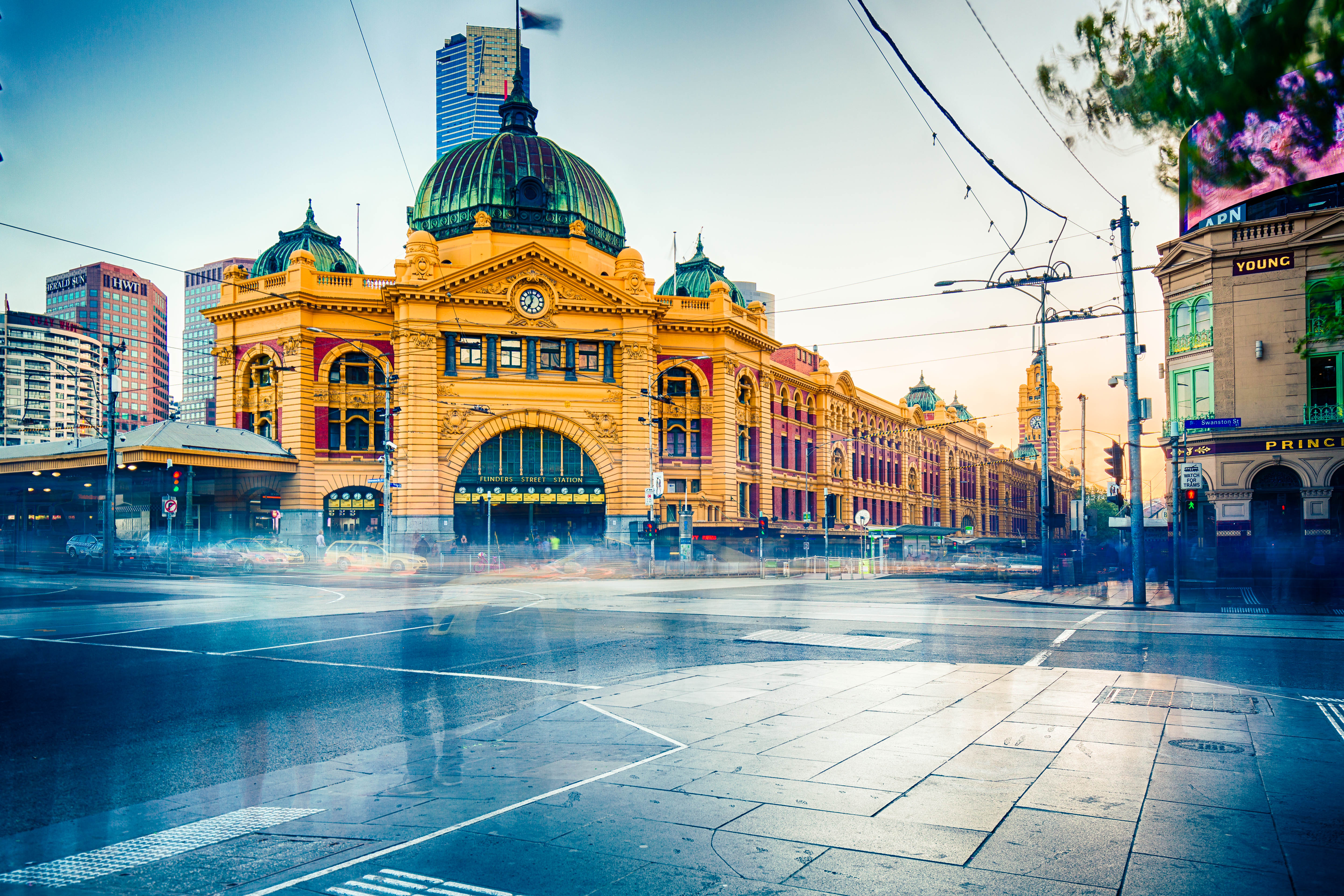
墨尔本的标志建筑：弗林德斯街车站

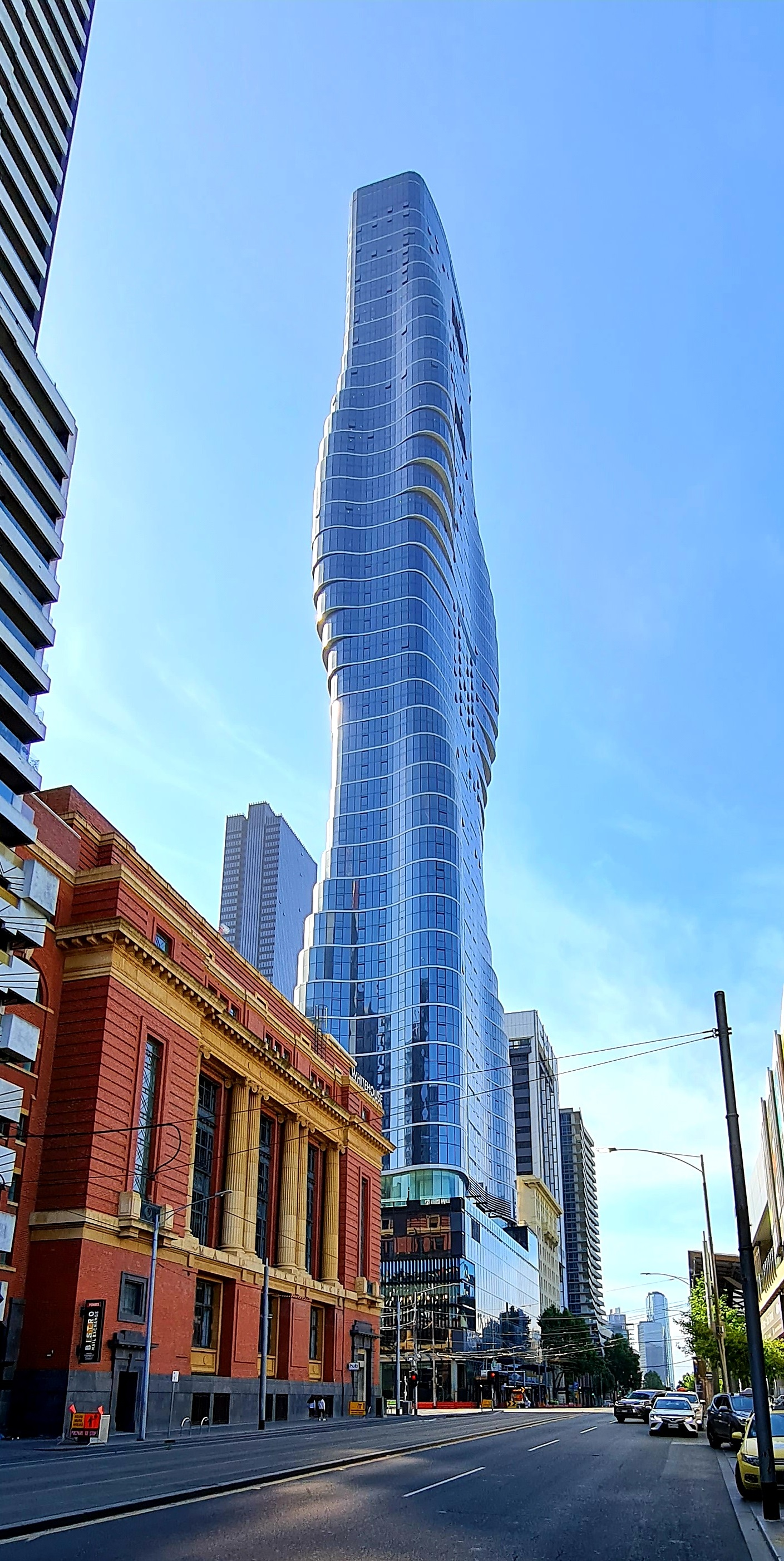
墨尔本以其新旧建筑的并置而闻名。图：总理大厦和邮件交易大楼

墨尔本被公認為是澳洲文化的靈魂城市，市民以極高的文化涵養而著稱於世。城市無論在建築、多元文化、飲食、文學、體育、藝術及時尚方面都處於澳洲乃至世界的最前沿。此外多項聞名的文化及藝術活動亦會每年於墨尔本舉行。

### 建築
墨尔本市拥有众多的維多利亞式建築，数量在全球仅次于伦敦。此外一些近代產生的哥德式建築亦成為當代建築的典範。墨城市中心擁有眾多的新式以及代表著城市發展史的古老建築，交相辉映，景象独特。此外，有小意大利之稱的来贡街以及附近擁有大量的數代義大利移民帶來的意式文化以及意大利風格的建築。此外在例如海德堡等德國後裔雲集的區域亦有各式各樣的德式風格建築。
墨城的城中心亦擁有眾多地標建築，包括位於墨尔本大學內的大量飽含歷史的維多利亞式建築，有“旋舞的裙子”之稱的世界知名建築維多利亞藝術中心、現代維多利亞式建築的典範墨尔本演奏中心位於南岸、而現代建築丽奥图大厦双塔以其碧藍的塔身聞名於世、發現大樓則曾是世界上最高的純住宅大廈，為目前墨城的最高建築物、維多利亞國立美術館（NGV）宽阔的水幕墙，皆是墨市多元文化匯聚的體現。墨城其它的著名建築還包括維多利亞州立圖書館及墨尔本市政廳等。
墨尔本有南半球的“教堂之城”之美譽，城內存在大量維多利亞時期遺留下的大量各式的大型教堂，其中包括著名的衛斯理堂、聖保羅座堂、蘇格蘭教堂、聖巴特利爵主教座堂及聖米迦勒聯合教會等。
皇家展覽館位於墨城市中心東北部的卡頓園林內，是澳洲第一座被評為聯合國教科文組織世界遺產的建築。展覽館於1880年由澳洲著名建築師約瑟夫利德設計，並於1888年完工在墨尔本國際展覽會時投入使用，此后成为城市最受到矚目的地標建築之一。另外一座地標建築是弗林德斯街车站，該車站始建於1879年，並與1883年開放使用。現今車站作為墨尔本軌道交通中的中心環線的主要中轉車站之一平均每日大概接納850,900人次的通勤者。現今弗林德斯街车站因為其獨特的建築風格以及所處的地理位置，已經成為墨尔本的城市象徵之一，曾多次出現於電影和電視等公眾媒體當中。位于市中心东端的国会大厦则是澳大利亚新古典主义风格政府建筑的突出代表，公认为澳大利亚各级立法机构使用的历史建筑中最庄严宏伟的一座。

### 多元文化
同澳洲其它城市一樣，墨城的居民以英國和愛爾蘭移民人數以及後裔為最多。且另有大量来自歐洲大陸的移民，包括德國、意大利、希臘、荷蘭、法國、俄羅斯以及東歐諸國。亚洲移民主要以来自中東、日本、韓國、印度、中華人民共和國、香港、中華民國、馬來西亞、印尼以及越南爲主。

### 華人及亞裔文化

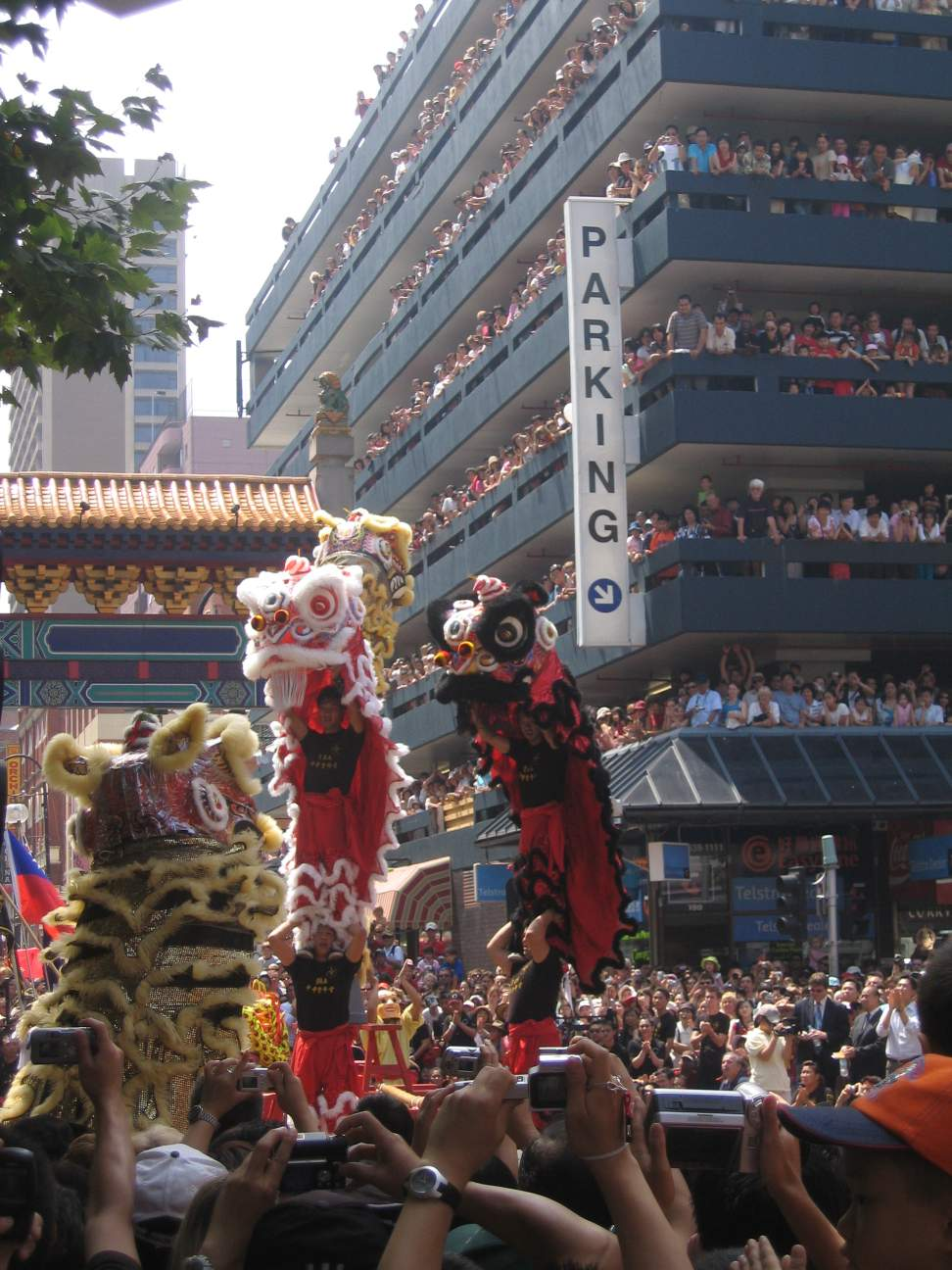
2006年農曆新年時的墨尔本華埠

墨城中央的中國城聚集着很多十九世紀中葉淘金热时代来澳的華人後裔。1990年代后，與西方其它移民國家大城市一樣，隨著一些華人社區在郊區的崛起，華埠在墨尔本亦有衰敗的跡象。城市遠郊的博士山（Box Hill）、唐卡斯特（Doncaster）、威福利谷（Glen Waverley）、威蓝町(Williams Landing)、库克角(Point Cook)、史賓威(Springvale) 等以華人為主的區域先後雲集了大量的華人商業中心，亦有越來越多的華人聚集在這些區域，形成了墨城的多個華人社區。墨尔本唐人街在2012年被美國有線新聞網評選為世界最佳唐人街之一，墨城的唐人街亦會在每年的端午節舉辦世界上最大的龍舟比賽。2000年代后，隨著中國大陸改革開放的進一步深入，越來越多的中國留學生和新移民湧入墨尔本，亦為這些區域的工商行業帶來了繁榮。
如今的博士山和威福利谷等區域雲集了大量的亞洲超級市場、中餐館以及其他的專營亞洲商品的商店，而食品中亦充滿了中港台以及東南亞地區各國的產品。而墨城本地亦有多份華語報紙，一些香港和台灣的傳媒亦有進入墨尔本發展，如：《星島日報（墨尔本版）》、《新報（墨尔本版）》、《大洋時報》、《墨尔本日報》、《澳洲日報》、《東方郵報》、《澳洲新報》、《聯合時報》等。而本地的華人電臺在1990年代后亦開始繁榮。
越南裔社區主要集中在富茨克雷區（Footscray）、斯普林维尔區（Springvale）和里士满區（Richmond）。韓裔社區主要集中在卡內基區（Carnegie）、庫揚區（Kooyong）、圖羅加區(Tooronga)。日裔社區主要在南岸區（Southbank）以及布萊頓區(Brighton)。留学生大部聚居在各大学附近，如考菲尔德區（Caulfield）、克雷顿區（Clayton）等。
墨尔本現任市長是萨莉·卡普（Sally Capp）。華裔澳洲人蘇震西曾任墨尔本市长，出生於英屬香港；少年時隨父母移民澳洲。2001年7月，蘇震西當選了府城首任民選市長，在此之前墨市市長皆由城市委員會所任命。2004年蘇震西成功連任墨尔本市市長，2006年12月獲選為全球最佳市長（World Mayor 2006）。

### 藝術和時尚

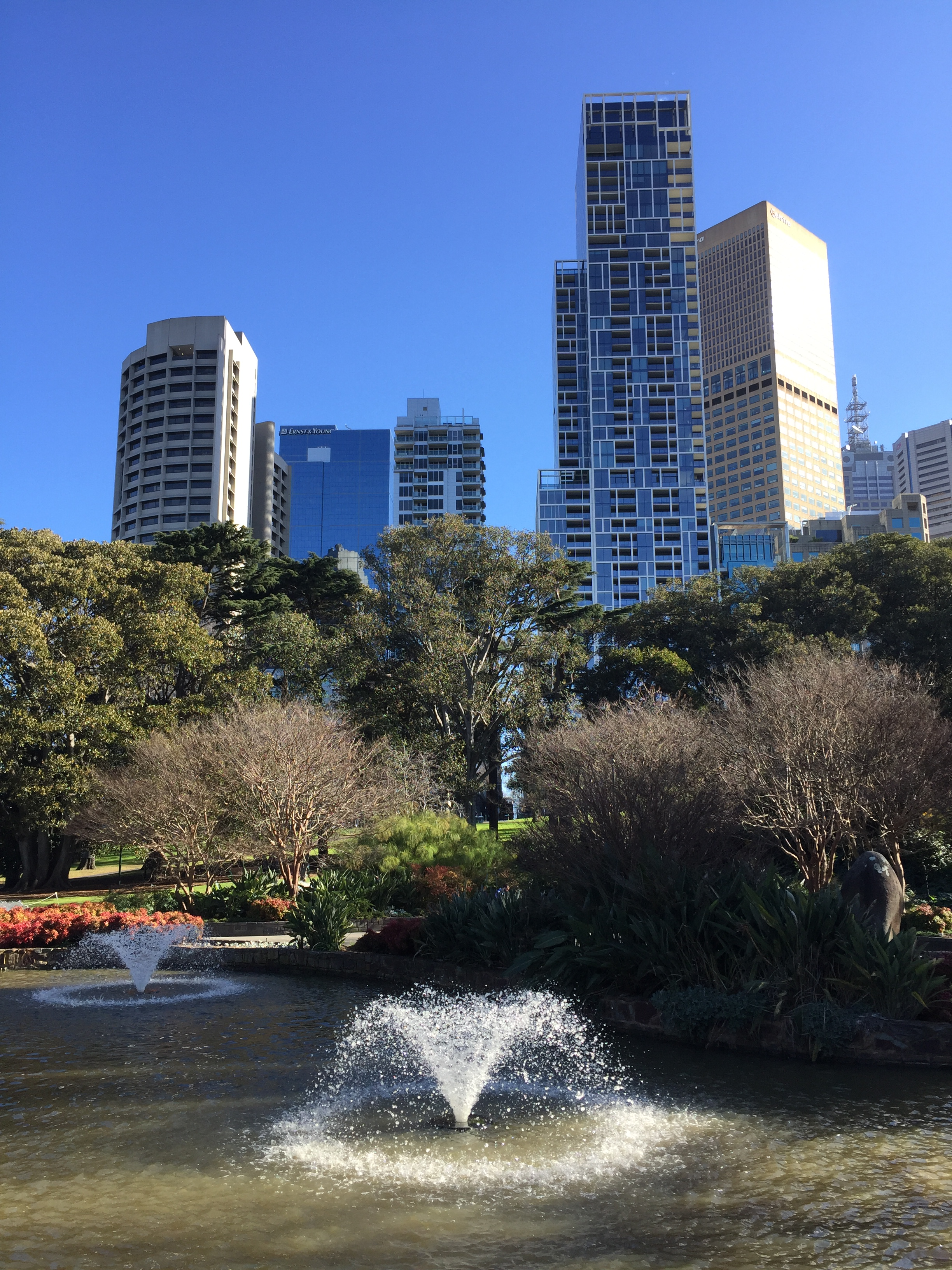
花园城市墨尔本

墨尔本是澳洲的藝術和時尚之都，亦是南半球最有浪漫格調和藝術家雲集的城市。位於墨尔本中央商業區的科林斯街是全澳乃至南半球最為著名的商業街及奢侈品購物集中地，雲集了世界各地名牌服飾、珠寶、手錶等品牌的旗艦店。
位於墨尔本東南的查斯頓購物中心是南半球最大的購物中心，面積達19萬平方米，亦是全球第三大的購物中心。

### 音樂
墨尔本是澳洲音樂產業最為繁榮的城市之一，自二戰以來產生了大量知名的流行音樂團體或個人。杰出代表有凯莉·米洛等。墨尔本的中央商務區亦是全澳乃至世界各地的街頭藝人自由表演的大型舞臺，每天都有許多不同的藝術家在墨城的市中心進行公開表演。而維多利亞藝術中心以及墨尔本演奏中心幾乎每週都有大型樂團進行演奏表演或音樂劇目表演。
墨尔本交響樂團是澳洲歷史最為悠久的城市交響樂團，亦是一個具有國際聲譽的樂團之一；樂團目前的指揮為英國指揮家安德魯·戴維斯爵士。
墨尔本每一年亦會舉辦的多個音樂活動，如：墨尔本國際爵士音樂節（Melbourne International Jazz Festiva），聲浪音樂節 (SoundWave)，聖杰洛米巷道音樂節 (St. Jerome’s Laneway Festival)，Stereosonic音樂節及未來音樂節 (Future Music Festival)等。

### 教育

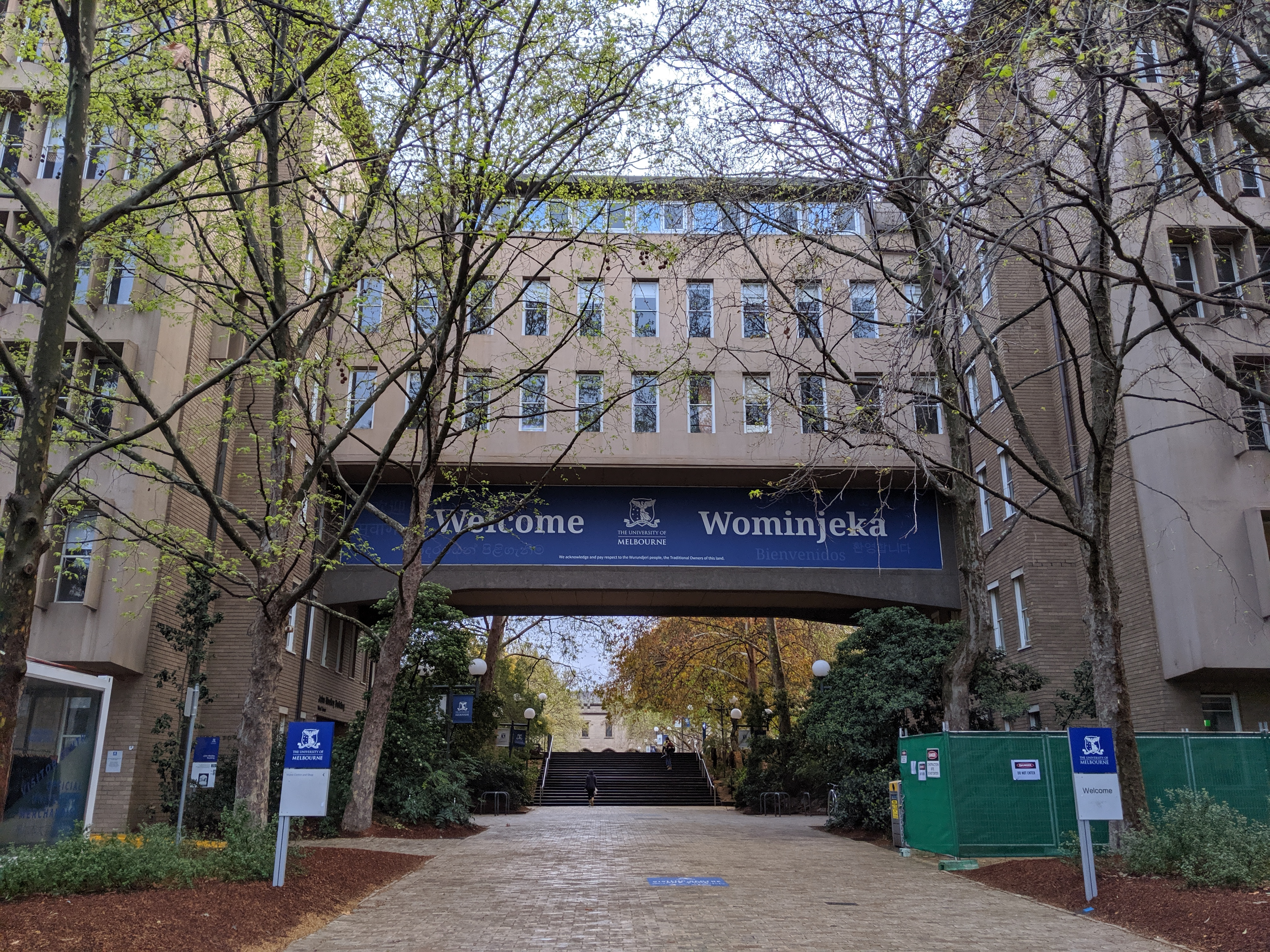
澳大利亚第二古老的大学——墨尔本大学

墨尔本市是全澳乃至南半球的教育中心之一，墨爾本大學和莫納什大學享譽國際，主要的大學有：
- 墨尔本大學 2025QS世界大學排名#13
- 莫納什大學 2025QS世界大學排名#37
- 墨尔本皇家理工大学 2025QS世界大學排名#123
- 迪肯大学 2025QS世界大學排名#197
- 斯威本科技大學 2025QS世界大學排名#291
- 拉籌伯大學 2025QS世界大學排名#217
- 維多利亞大學 2025QS世界大學排名#741-750

### 傳媒

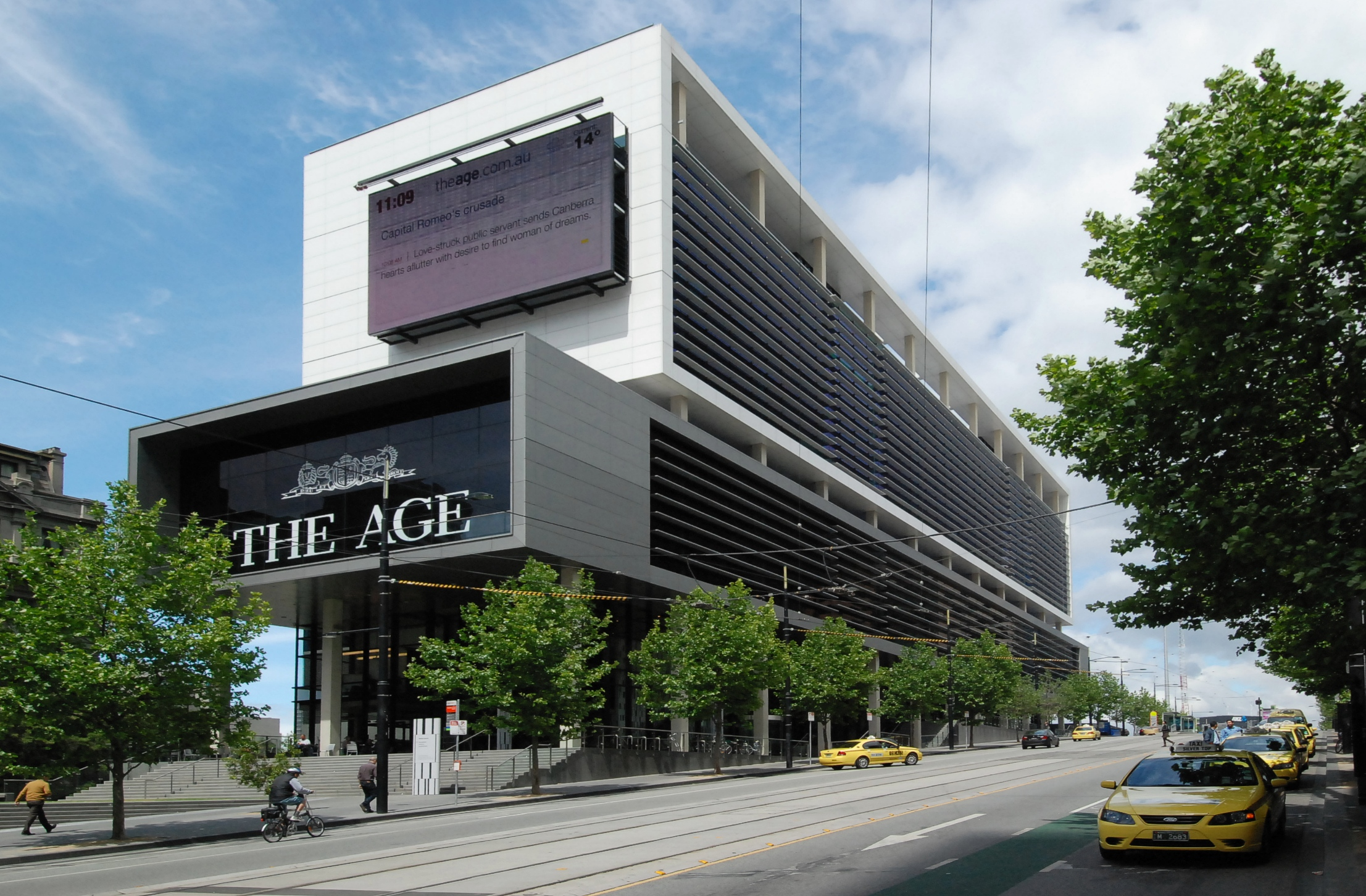
時代報報社的總部，位於墨尔本著名的柯林斯大街

墨尔本是全澳的新聞中心城市之一，新聞集團的默多克家族早期的發展亦於墨尔本起步。城市發行量最大的兩份報紙分屬1840年創刊的《太陽先驅報》和1854年開始發行的《時代報》。這兩份地方報紙都是在澳洲全國具有相當影響的報紙，在其他州和地區亦有小量發行。《太陽先驅報》隸屬於新聞集團，以綜合新聞報導為主，文稿的風格亦偏具娛樂性。而《時代報》則為费尔法克斯传媒旗下最為重要的報紙之一，風格保守，以政治性主題新聞見長。
墨尔本是七號電視網的全國總部所在地，七號電視網是全國最大的私營電視傳媒機構之一，亦是目前全國收視群體最高的電視臺。隸屬總部位於墨尔本的西部七號傳媒集團，而西部七號傳媒集團亦控制雅虎澳洲及天空電視等全國性質的傳媒機構。

### 体育

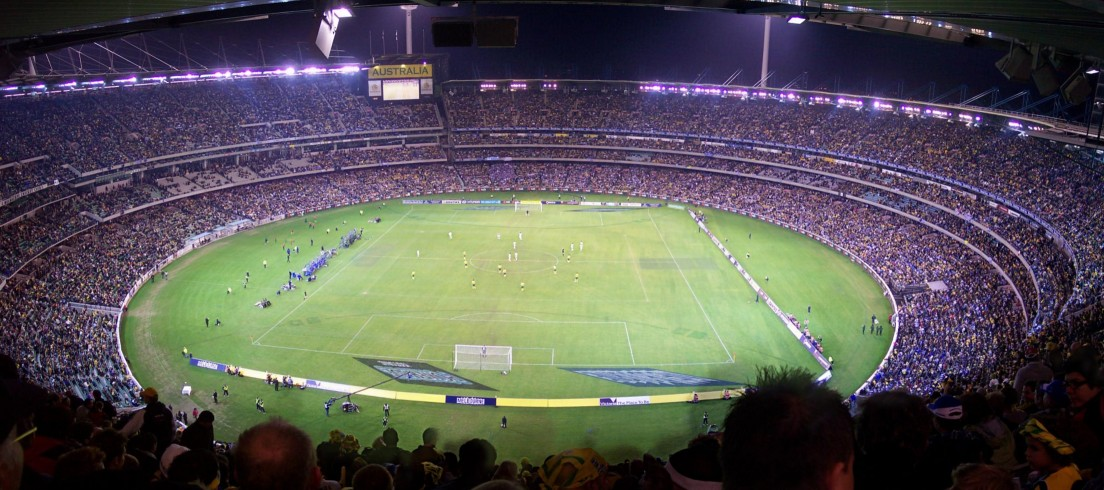
墨爾本板球場(MCG)是全澳最大的體育場，亦是1956年奧運會的主賽場。圖為澳洲隊於MCG迎戰前來挑戰的希臘隊

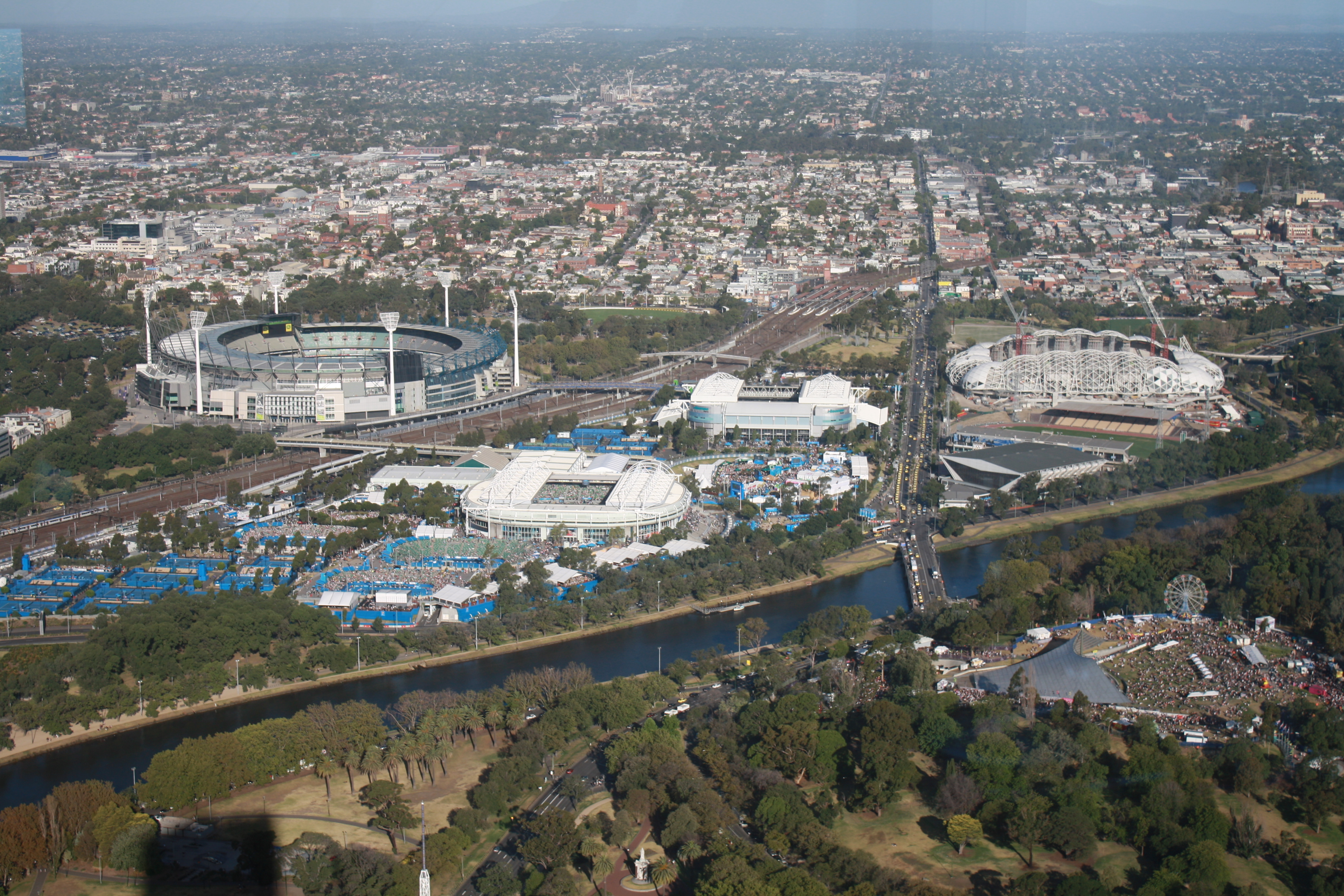
雅拉河北岸的墨尔本运动娱乐区（从左向右）：墨尔本板球场、墨尔本公园、AAMI公园球场和奥林匹克公园球场

墨尔本市是世界上最重要的体育中心城市之一，1956年曾舉辦澳洲以至南半球首次的奧運會。2006年，墨尔本舉辦英聯邦運動會亦堪稱成功。2007年世界游泳錦標賽於墨尔本成功舉辦。
國際男子職業網球總會四大满贯之一的澳大利亚网球公开赛於每年的一月於墨尔本公園舉行，每年均有來自世界各地的網球愛好者以及遊客雲集於墨尔本公園外場的草坪安營紮寨，形成一個獨特的風景。作為全球網球運動的重鎮，墨尔本在歷史中曾產生大量的網球巨星；而位於城市東南的庫扬网球综合区（Kooyong Stadium）亦是1988年以前的澳网主賽場，之後成為澳洲以及世界許多網球巨星的主要訓練場地。
国际汽车联合会的一级方程式於每年賽事的第一站的澳洲大獎賽都在墨尔本的阿尔伯特公园赛道举行，是世界上三大城市賽道之一，在不進行比賽的普通時段，是作為公共道路開放於社會使用的。赛道所环绕的阿尔伯特湖则是墨尔本重要的水上运动中心。
墨尔本亦是澳式足球的发源地，大墨尔本地區擁有眾多的球隊，其中包括澳大利亞澳式足球聯盟（AFL）18个现役球队中的9个和维多利亚澳式足球联盟（VFL）21个球队中的15个。每年9月中旬的AFL總決賽均固定在墨尔本板球场举行。
每年11月設有春季赛马节，當中在费明顿马场举行的墨尔本杯及維多利亞德比是澳洲全国矚目的重大赛事，前者更是全球四大赛马赛事之一。本市还有许多职业的板球俱乐部、足球俱乐部、篮球俱乐部和冰球俱乐部，其中主要的足球俱乐部以A-League的墨尔本勝利最为有名。
| 球隊           | 联盟                        | 运动       | 主场                         | 成立年份 | 锦标赛                 |
| -------------- | --------------------------- | ---------- | ---------------------------- | -------- | ---------------------- |
| 维多利亚板球队 | 冠軍聯賽20                  | 板球       | 墨爾本板球場                 | 1851年   | 24次謝菲爾德盾杯賽冠軍 |
| 卡爾頓藍衣     | 澳大利亞澳式足球聯盟（AFL） | 澳式足球   | 墨爾本板球場                 | 1864年   | 16次聯盟總冠軍         |
| 里士滿老虎     | 澳大利亞澳式足球聯盟（AFL） | 澳式足球   | 墨爾本板球場                 | 1885年   | 10次聯盟總冠軍         |
| 哥寧伍喜鵲     | 澳大利亞澳式足球聯盟（AFL） | 澳式足球   | 墨爾本板球場                 | 1892年   | 15次聯盟總冠軍         |
| 鶴坊老鹰       | 澳大利亞澳式足球聯盟（AFL） | 澳式足球   | 墨爾本板球場                 | 1902年   | 10次聯盟總冠軍         |
| 墨尔本魔鬼     | 澳大利亞澳式足球聯盟（AFL） | 澳式足球   | 墨爾本板球場                 | 1859年   | 12次聯盟總冠軍         |
| 阿辛頓轰炸机   | 澳大利亞澳式足球聯盟（AFL） | 澳式足球   | 阿提哈德球場                 | 1871年   | 16次聯盟總冠軍         |
| 北墨尔本袋鼠   | 澳大利亞澳式足球聯盟（AFL） | 澳式足球   | 阿提哈德球場                 | 1869年   | 4次聯盟總冠軍          |
| 圣柯達仙人     | 澳大利亞澳式足球聯盟（AFL） | 澳式足球   | 阿提哈德球場                 | 1873年   | 1次聯盟總冠軍          |
| 西部鬥牛犬     | 澳大利亞澳式足球聯盟（AFL） | 澳式足球   | 阿提哈德球場                 | 1883年   | 9次聯盟總冠軍          |
| 墨尔本叛軍     | 超級欖球聯賽（Super Rugby） | 橄欖球     | 墨尔本矩形球場               | 2010年   | 1次聯盟總冠軍          |
| 墨尔本風暴     | 國家橄欖球聯盟（NRL）       | 联盟式榄球 | 墨尔本矩形球場               | 1997年   | 4次聯盟總冠軍          |
| 墨尔本胜利     | 澳洲職業聯賽（A-League）    | 足球       | 墨尔本矩形球場和阿提哈德球場 | 2004年   | 2次聯盟總決賽冠軍      |
| 墨爾本城       | 澳洲職業聯賽（A-League）    | 足球       | 墨尔本矩形球場               | 2008年   | --                     |
| 墨爾本聯隊     | 澳洲國家籃球聯賽（NBL）     | 籃球       | 维州篮网球及曲棍球中心体育馆 | 1931年   | 4次聯盟總冠軍          |
| 东南墨尔本凤凰 | 澳洲國家籃球聯賽（NBL）     | 籃球       | 約翰·凱因體育館              | 2019年   | --                     |
| 维多利亚维京人 | 澳洲曲棍球大聯盟（AHL）     | 曲棍球     | 维州篮网球及曲棍球中心体育馆 | 1991年   | --                     |
| 墨尔本王牌     | 澳洲職業棒球聯盟（ABL）     | 棒球       | 墨尔本大球場                 | 2009年   | --                     |
| 墨尔本寒冰     | 澳洲冰球大聯盟（AIHL）      | 冰球       | O'Brien冰球場                | 2000年   | 4次聯盟總冠軍          |
| 墨尔本野馬     | 澳洲冰球大聯盟（AIHL）      | 冰球       | O'Brien冰球場                | 2010年   | 1次聯盟總冠軍          |

## 交通

### 公路

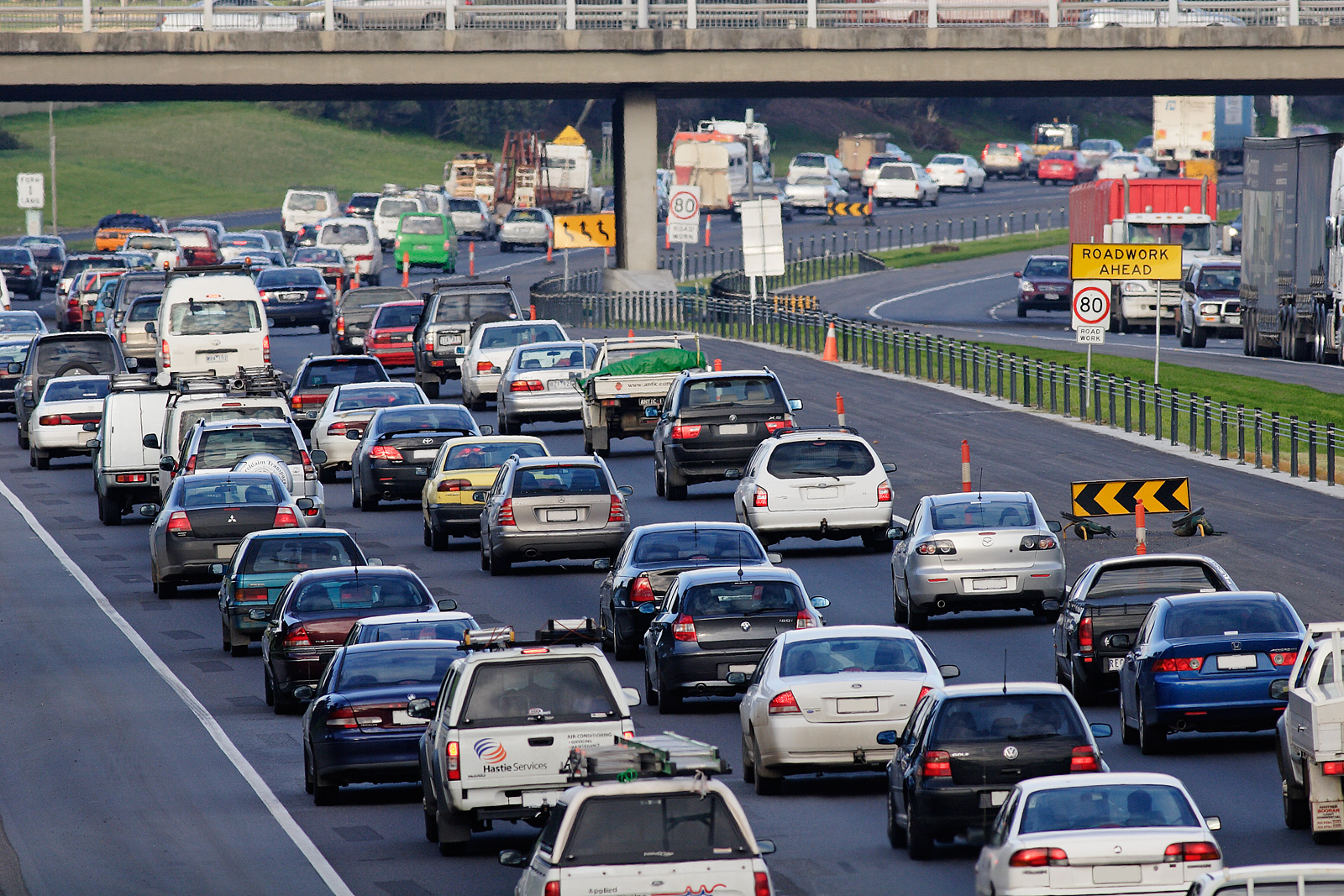
繁忙時間的莫納什高速公路

墨尔本擁有一個由數個交叉高速公路組成的龐大高速公路網絡，市區內的16條高速公路在城市的南北東西縱橫交錯，其中有兩條路段因為交通流量擁堵而在2000年代后開始採用電子道路收費系統向通勤者收取費用。

#### 收費路段

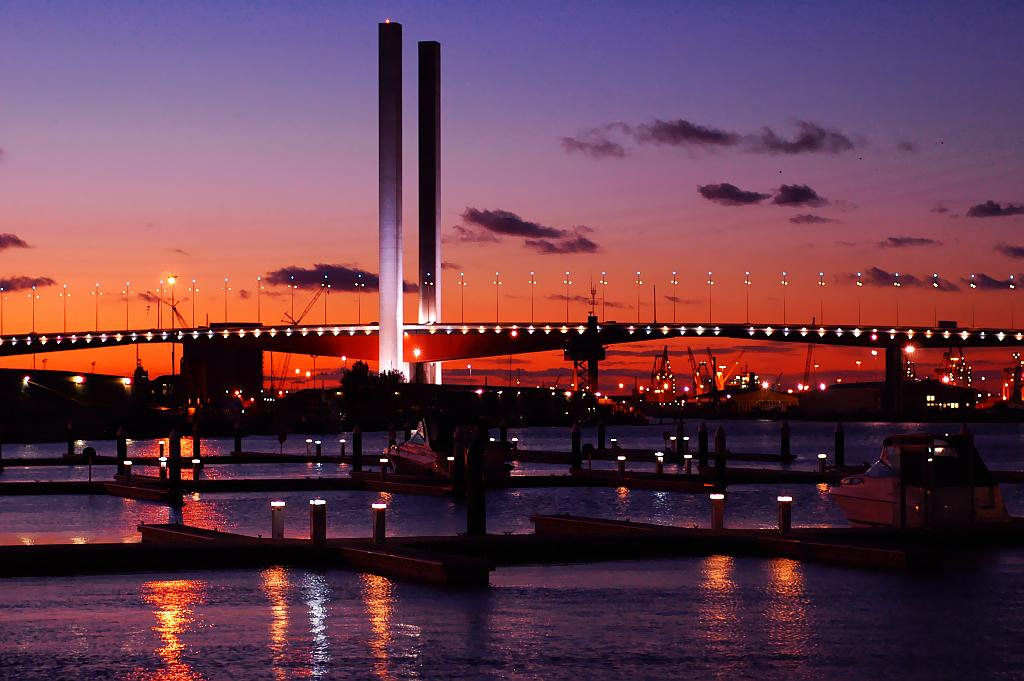
博爾特大橋：墨尔本市區內的第二長橋，僅次於西門大橋

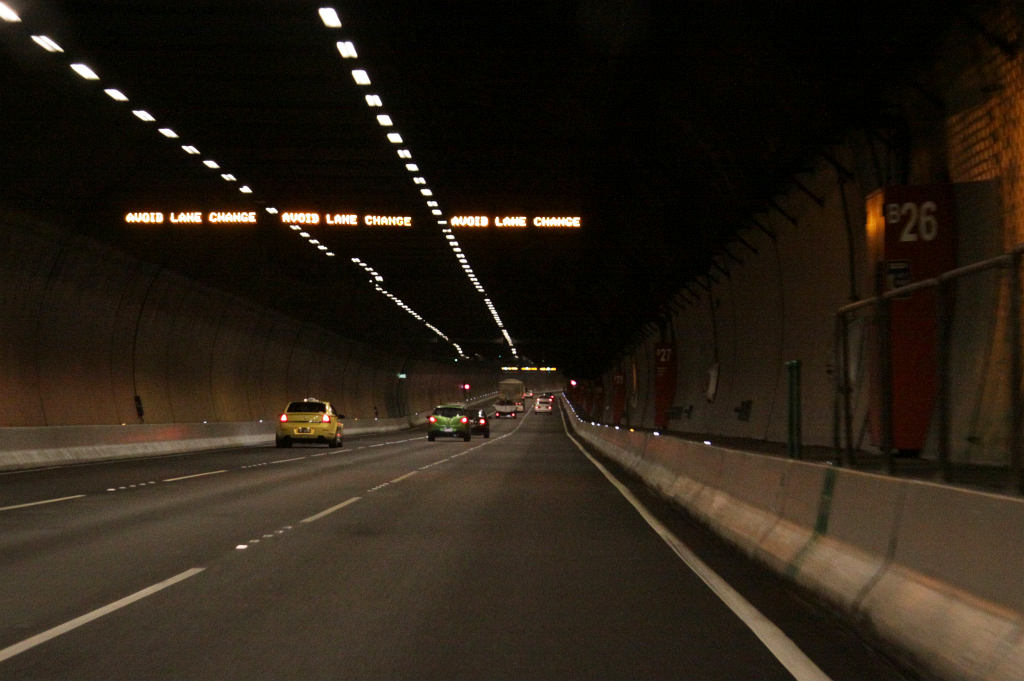
伯恩利隧道

- 市區專線（City Link）和机场专线。
- 東部專線（EastLink）只在南北走向的東部地區收費。

#### 高速公路
- 莫納什高速公路（Monash Freeway）：是一條連接墨尔本東南區和西區的主要高速公路之一，起始於太子路東段直到墨尔本西南部的衛星城市吉朗，全長159公里。
- 塔拉梅林高速公路（Tullamarine Freeway）：是一條可以銜接莫納什高速公路的一條機場高速公路，全長13公里。
- 東部高速公路（Eastern Freeway）：一條自墨城東部而到達市中心的東部主要幹道，全長62公里。
- 莫寧頓半島高速公路（Mornington Peninsula Freeway）: 从莫寧頓半島南端到东部高速公路北端，全長25公里。
- 大都會環線（Metropolitan Ring Road），也称西部環線（Western Ring Road）：為一條環繞墨尔本都市西部的高速公路，可以連接至的塔拉梅林高速公路直達墨尔本國際機場以及進入市中心和東南區，全長38公里。
- 西部高速公路（Western Freeway）：是一條可以連接墨尔本西南區以及西北區的主要高速路，通過西部高速可以直接連接至洲際公路從而到達澳洲南部城市阿德萊德。

### 軌道交通

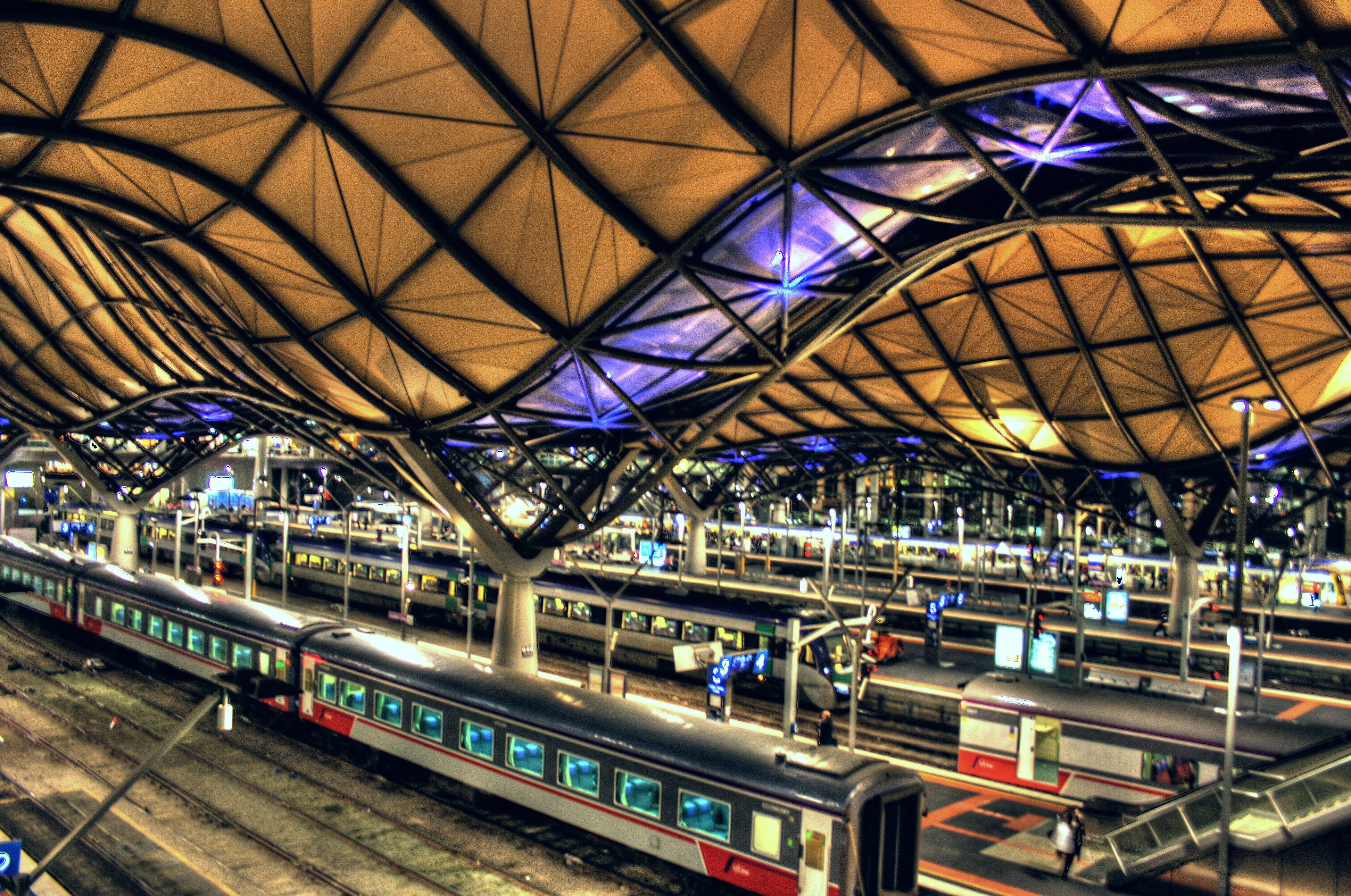
南十字车站——墨尔本的州际铁路总站

墨尔本擁有全澳最為龐大，以長度計算為世界都市中排名第3大的軌道交通系統，其城市輕軌系統全長達到372公里（不包含有軌電車系統），擁有200個車站。

#### 通勤铁路

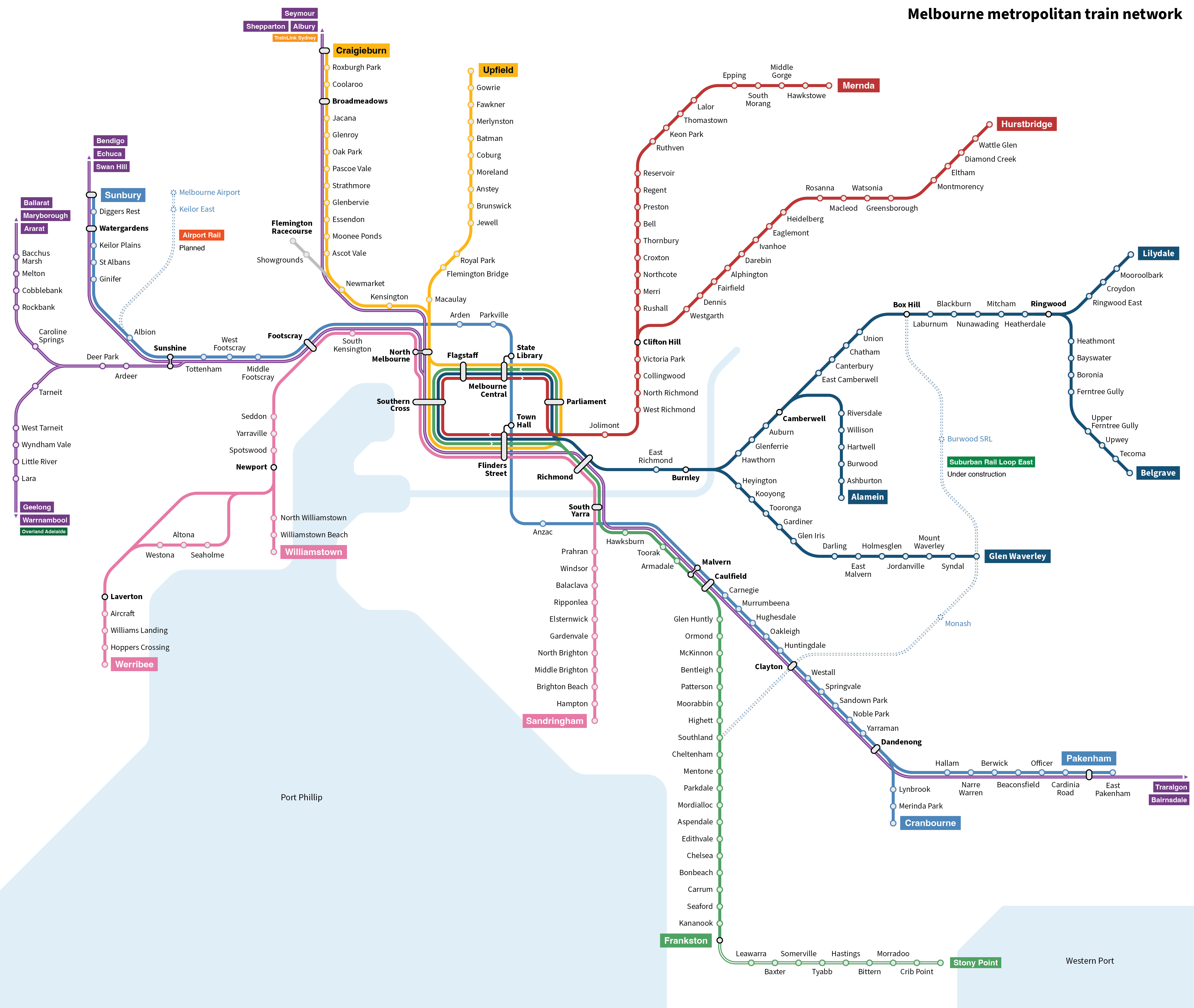
墨尔本现有的城市铁路线路图

现已竣工即将投入使用的都市隧道

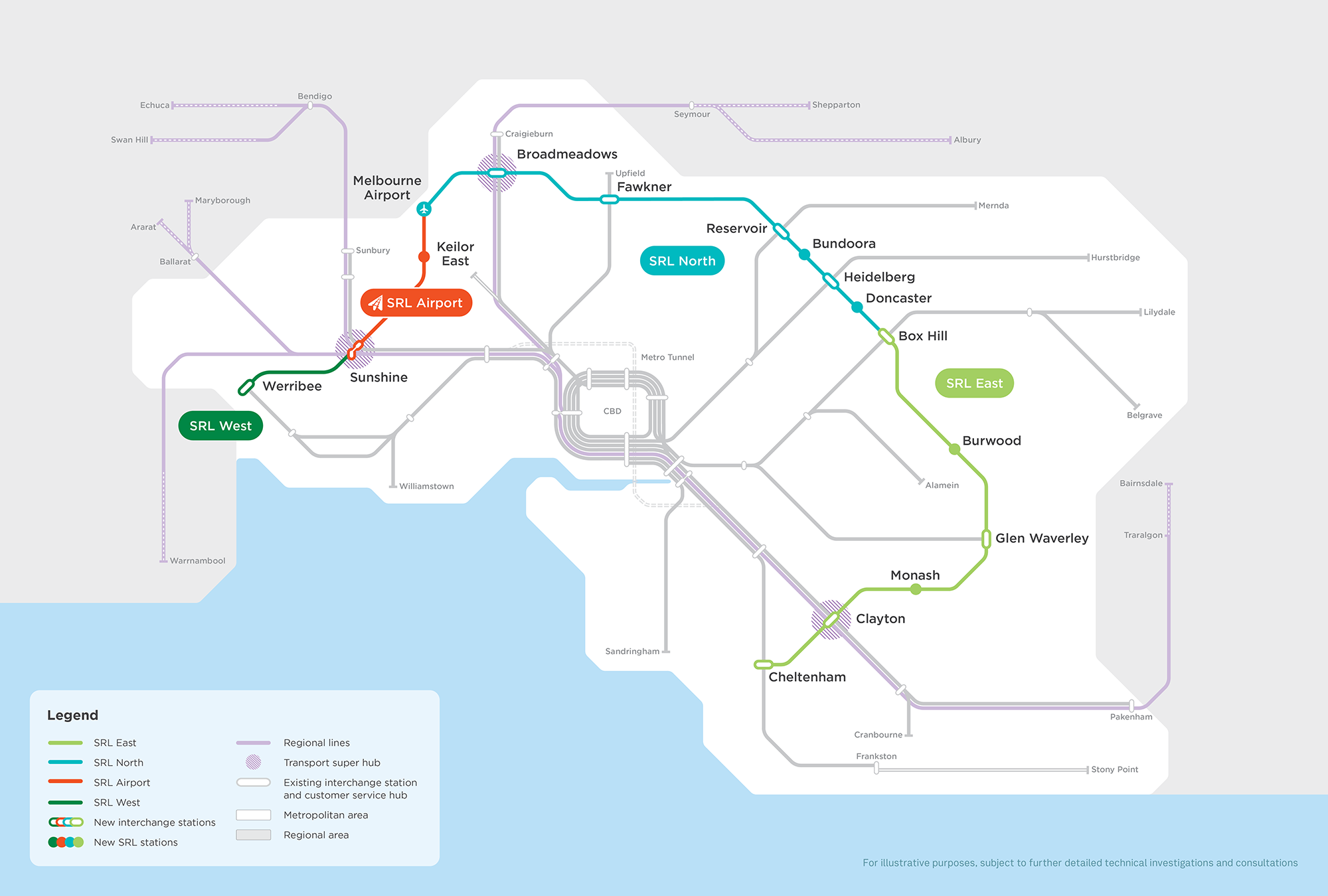
计划中的郊区铁路环线

墨尔本的通勤铁路由包含16条电气化线路的4个线组以及位于市中心的城市環線（City Loop）组成，总长度达到了830（520英里），2016年总客流达到了2.354亿人次。不过由于大多数线路始建于100多年前，设施老化，导致在日常运营中经常发生延误甚至中断运营的情况。另外，城市环线的地铁段（占整个环线的一半）由于只为每个线组分配了1条轨道，导致在高峰时班次受到了很大限制。为了解决这一问题，一个长度为9（5.6英里）、有五座車站的新地铁项目都市隧道已经开工，预计于2024～2025年投入使用，旨在通过隧道直接连接墨尔本现有最繁忙的两条城市铁路线路——东南区的克兰本（Cranbourne）/派肯汉（Pakenham）线和西北区的森伯里（Sunbury）线，以及未来将会在2019年电气化的梅尔顿线。都市隧道也会让以往只能依赖有轨电车和公共汽车通勤的墨尔本大学从此拥有地铁站。
由于线路年代久远，导致墨尔本大多数铁路都拥有数量众多与公路（甚至轻轨）相交的平交道。这些平交道不仅对日常运营和汽车带来安全隐患，由于很多经过的道路也是区域的主干道，其中一些车站就建在平交道口边上，在高峰时段因为列车班次与公路的交通灯并不同步，造成交通堵塞严重影响了道路通行，并且列车为了避免与抢行的机动车和行人相撞不得不经常降速运行。为此，工党的安德鲁斯政府在2014年提出了平交道移除工程（Level Crossing Removal），整个项目初期计划移除共计50个平交道，虽然之后由于和已经宣布的平交道距离过近而追加了2个，使总数来到52个。由于工程量巨大以及牵涉到沿线空间的重新规划，曾遭受保守派反对党批评和众多邻避情结争议，所以平交道移除项目的第一期工程优先选择了人口居住较多的东南区作为所有后期计划是否能得到批准的试点工程，拆除了考非尔德（Caulfield）站至丹德农（Dandenong）站这两个主要换乘站之间的10个平交道。该交通立体化工程的特点是大量使用铁路高架的结构，而不像大多数立体化项目用隧道从地下穿越的方式，其中五个车站也都被高架化重建，因此官方称其为“天轨”（Sky Rail）。在东南区项目顺利完成后，州政府于2018年10月宣布追加移除25个平交道，计划将会于2025年前完成。
墨尔本国际机场作为全澳第二大机场至今仍未有任何轨道交通连接，乘客只能通过穿梭巴士在市中心和机场间往返。维多利亚州政府目前已经确定将会建设机场铁路衔接（Airport Rail Link）的计划，规划将使用现有森伯里线的一部分再通过隧道连接机场。根据计划，机场铁路将于2022年开工，完工时间原本预计为2026年，但是因为新冠疫情和之后的安德鲁斯政府换帅，目前有延后的可能。
郊区铁路环线（Suburban Rail Loop，简称SRL）是安德鲁斯政府“大基建”（Big Build）项目中最富有野心的一个项目，也是受争议和阻力最大的一个。安德鲁斯于2018年州大选期间提出建造全自动化的城铁环线构想，主要覆盖距离墨尔本市中心15—25（9.3—15.5英里）范围内的各个现有线路之间的空白区，以缓解外郊区因没有捷运而产生的公路交通压力。整个项目计划总行程约90（56英里），完工后将串联起墨尔本几乎所有现有的郊区火车线路（包括已经在谋划的机场线），并使得东南区、东区和东北区的三所大学（蒙纳士大学、迪肯大学和乐卓博大学）从此拥有火车站。目前环线东段（SRL East）已于2022年动工，计划2035投入使用；而第二阶段的环线北段（SRL North）会在东段完成时动工。

#### 有軌電車系統

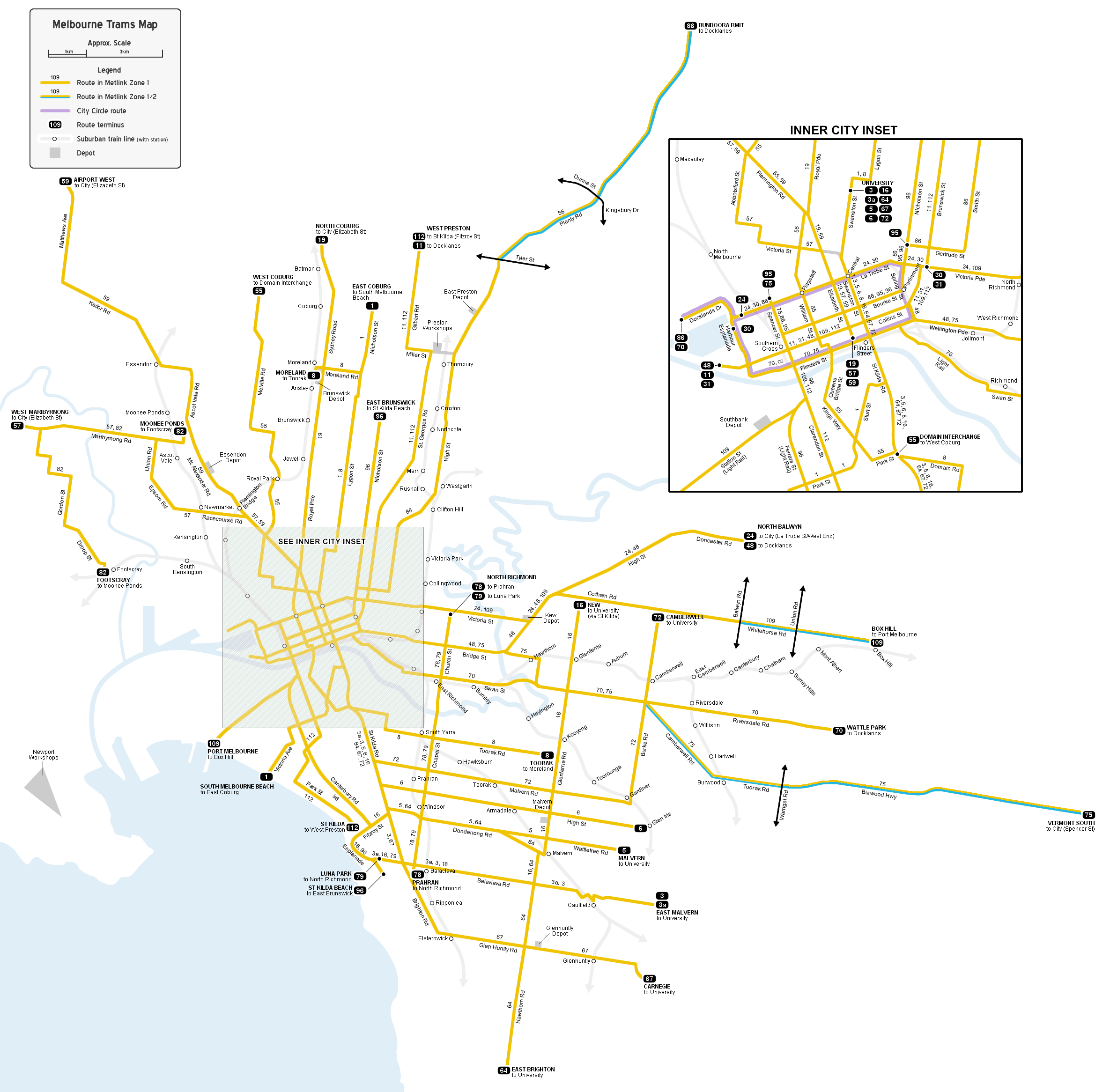
墨尔本电车交通图

墨尔本擁有全球最為龐大的有軌電車系統，總計250公里长的電車軌道。該系統始於1880年代，亦是全球最古老的輕軌運輸系統之一。2010-2011年度有1億2千8百70萬人次的乘客使用該系統。每天有493輛電車在24條線路上運營，車站的數量更是達到1,763個之多。
因为墨尔本电车的轨道都部署在公路中央，而且法律规定电车在行驶中拥有优先路权，所以转弯的机动车辆不允许在铺有轨道的道路中线上等待跨线阻碍电车运行。加上墨尔本中央商业区许多街道只有双向四车道，如果除掉电车道每边只能剩下一个车道的空间，没法设置专门的转弯车道，因此交通法规定跨道右转（澳大利亚是左侧驾驶）的车辆在一些指定的十字路口必须采用钩形转弯，在路口左侧的道路外线与人行横道之间的空地中耐心等待，当直行交通灯变红、横向交通灯变绿时再开始转弯。墨尔本这条独特的交通规则也是世界上绝大多数二段式转弯的一个参考蓝本。

### 機場

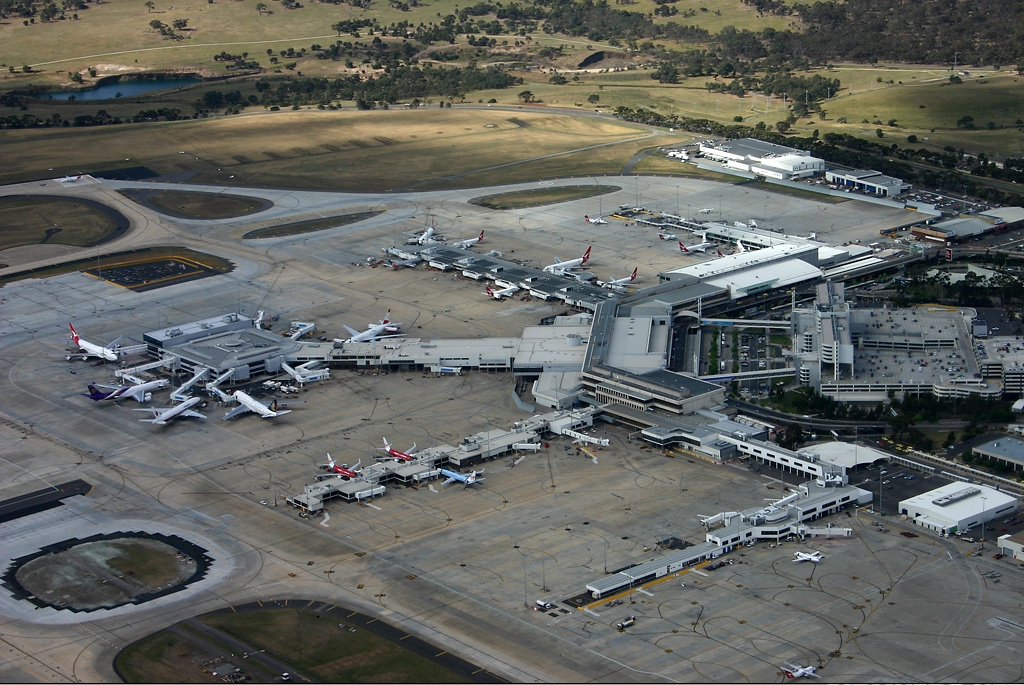
墨尔本国际机场是主要的民用机场

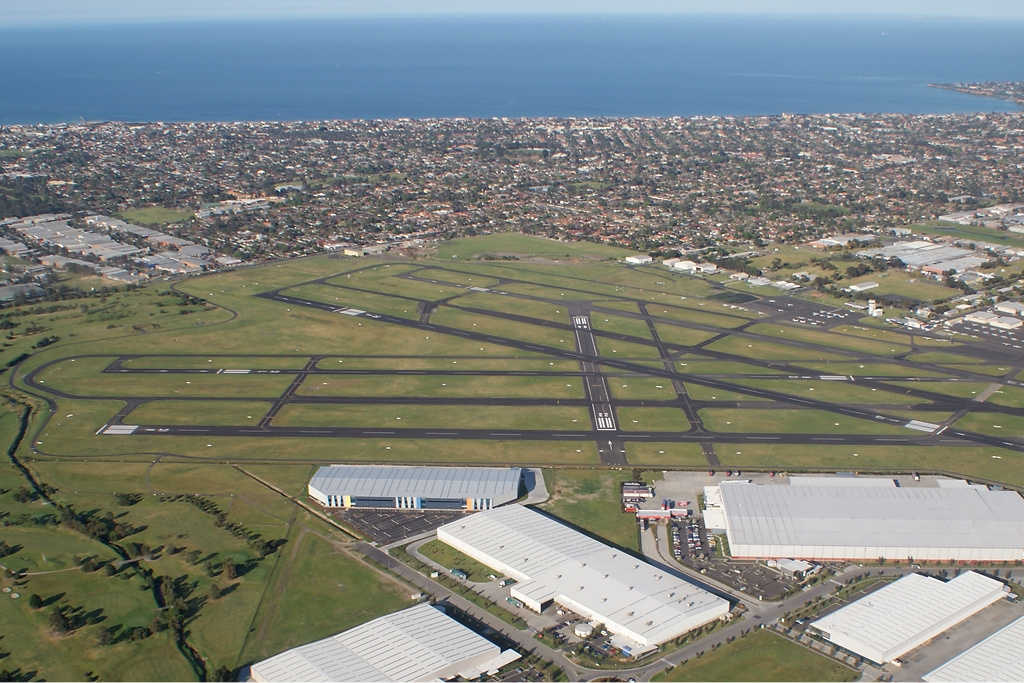
穆拉宾机场是主要的通用航空机场

大墨尔本地区共拥有七座飛機場，其中四座为民用客运机场。
- 墨尔本国际机场（Melbourne International Airport）：位于市区西北23（14英里）的泰勒马林（Tullamarine）区，因此也称泰勒马林机场，为墨尔本最大的综合国际机场，货运吞吐量为澳洲最大，客运量第二大仅次于悉尼国际机场。
- 爱华隆机场（Avalon Airport）：位于市区西南50（31英里）、吉朗市东北15（9.3英里）的爱华隆镇，是维多利亚州的第二个国际机场，现为捷星航空的主要机场并设有澳洲航空的大型飞机维修设施，每年亦举办澳洲国际航空展。
- 埃森登机场（Essendon Airport）：位于市区西北13（8.1英里）的埃森登区，是澳大利亚第二座国际机场，1950至1970年间曾是墨尔本的主要机场（当时名为墨尔本机场），直到后来被西北8（5.0英里）处新建的墨尔本国际机场取代。现在主要民航业务为澳大利亚国内线以及少数新西兰跨洋航线，以及私人、商务飞机和一些货运业务。除此之外，机场还提供飞行学校和维修厂房，并且是维多利亚空中救护车、皇家飞行医生服务队和维多利亚警察空勤队的基地。
- 穆拉宾机场（Moorabbin Airport）：位于市中心东南21（13英里）的曼通（Mentone）区东部，除了少量支线客运服务以外，是墨尔本主要的通用航空机场，起降次数为澳大利亚全国第二，仅次于悉尼机场。在1949年底开放时原计划命名为曼通机场，但因与当时法国芒通的机场音近而放弃；之后欲以西北相邻的切尔滕纳姆（Cheltenham）区命名，但因担心与英国格洛斯特郡机场附近的切尔滕纳姆混淆而放弃，最终选用了西北并不相邻的穆拉宾区命名。在1989年，为了纪念澳大利亚飞行先驱哈利·霍克（Harry George Hawker，1889～1921）的百年诞辰，还命名为哈利·霍克机场。穆拉宾机场同时还是澳大利亚国家航空博物馆和维多利亚皇家飞机俱乐部（世界上最老的航空组织之一）的所在地。

其余三座机场为私人和军用机场，不进行商业化服务。
- 科尔德斯特里姆机场（Coldstream Airport）：位于市区以东37（23英里）的科尔德斯特里姆镇，是雅拉河谷地区的两座私人机场之一，主要用于轻型飞机通航和飞行训练，同时还是空中消防的基地。
- 莉莉戴尔机场（Lilydale Airport）：位于市区东北38（24英里）的伊伶（Yering）镇，以南面的6公里外的墨尔本莉莉戴尔区命名，是雅拉河谷地区的两座私人机场之一中较大的飞行场，主要用于轻型飞机通航和飞行训练，也负责一些维多利亚阿尔卑斯地区的轻型支线客运服务。
- 澳大利亚皇家空军威廉斯机场（RAAF Williams）：位于市区西南25（16英里）的库克角区。原名澳大利亚皇家空军库克角基地（RAAF Base Point Cook），在1989年与附近以北7（4.3英里）的莱沃顿基地合并后，为了纪念“澳洲空军之父”理查德·威廉斯而得名。

### 港口和码头

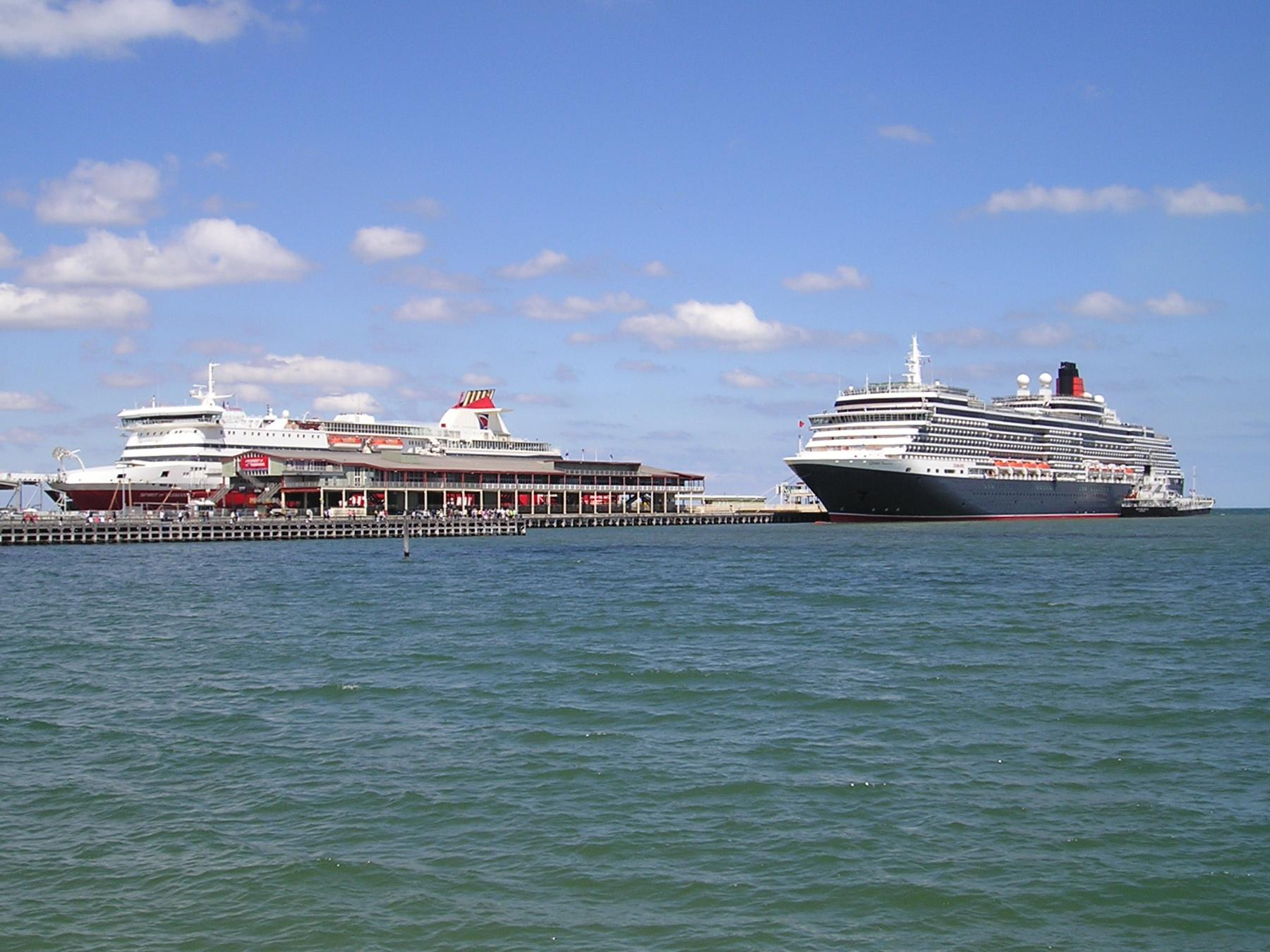
停泊在墨尔本港的游轮“塔斯马尼亚之魂”一号和“维多利亚女王”号

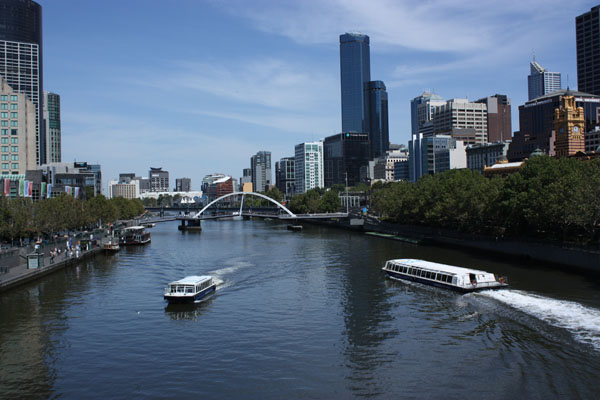
雅拉河上的渡船

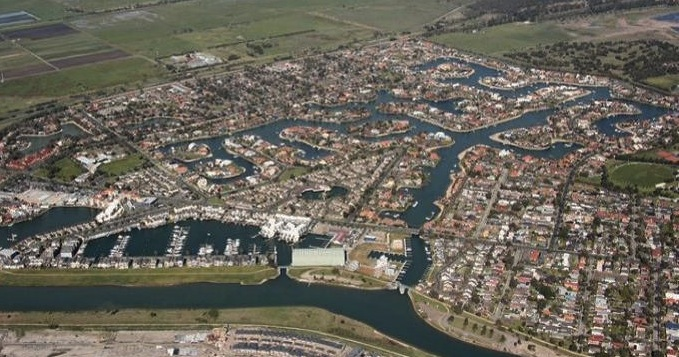
墨尔本东南区的运河社区——帕特森湖

墨尔本港（Port of Melbourne）開通於1889年。港區面積143,000平方米，擁有超過30個的大型船舶泊位以及16個平臺，年吞吐量在190萬個TEU集装箱，以港口吞吐量和面積計算都是澳洲的第一大港口。以目前的設計能力，預計到2015年港口將會飽和，擴建亦迫在眉睫。
墨尔本有着固定的客运海上航线，其中最常见的是横跨巴斯海峡往返于塔斯马尼亚的航运服务。墨尔本港的车站码头（Station Pier）是主要的客轮码头，可以停泊万吨级的大型游轮。
墨尔本沿岸有许多小码头和船坡，用来服务游艇、快艇、水上摩托车等私人船舶。一些沿岸社区因为有运河通过，甚至可以在别墅后院直接设有小型突堤码头直接泊船。墨尔本绝大多数内陆河流的水深和宽度并不适航，但是下游靠海的河段通常可以行船。一些较宽的河段——比如雅拉河下游和帕特森河口，有着成规模的观光渡轮和游艇租赁服务，此外还有许多帆船和皮艇俱乐部。

## 城市景觀

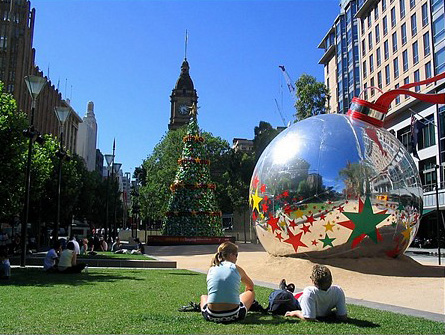
墨尔本的圣诞节

墨尔本市中心的外圍有環繞市區的免費旅遊觀光電車，沿途經過著名觀光景點，包括： 
- 南岸
- 国会大厦
- 維多利亞藝術中心
- 維多利亞市場
- 墨尔本皇家植物园（Royal Botanical Gardens）
- 墨尔本會議中心
- 皇家展覽館
- IMAX電影院
- 墨尔本舊監獄（Melbourne Old Gaol）
- 聯邦廣場
- 墨尔本動物園

## 友好城市
墨尔本市共有6个友好城市：
- 日本大阪
- 希腊塞萨洛尼基
- 美国波士顿
- 中华人民共和国天津
- 俄羅斯圣彼得堡
- 義大利米兰